# Kenneth White
Pour les articles homonymes, voir White.
Kenneth White, né le 28 avril 1936 à Glasgow (Écosse) et mort le 11 août 2023 à Trébeurden (Côtes-d'Armor), est un poète, écrivain et essayiste britannico-français.
Professeur d’université, il a animé notamment un séminaire « Orient et Occident ». Il est l’auteur de plus d’une centaine de livres d’artistes et crée en 1989 l’Institut International de géopoétique.

## Biographie

### Enfance et adolescence

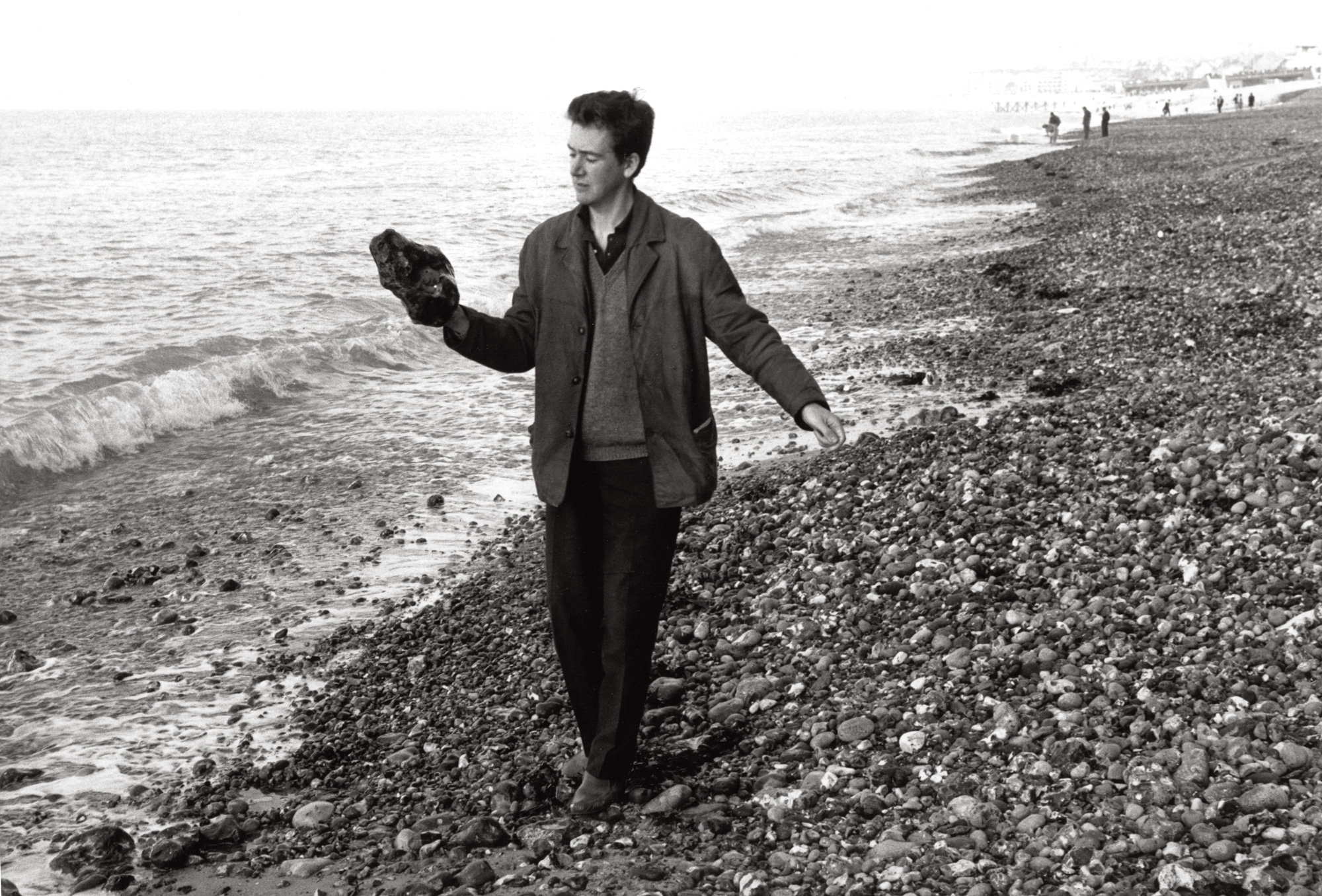
Rivage et pierre, 1962.

Kenneth White est né le 28 avril 1936 à Glasgow. Il passe son enfance et son adolescence à Fairlie, sur la côte ouest de l'Écosse. Cette période de sa vie est marquée par sa famille et en particulier son père, cheminot et socialiste, ainsi que son grand-père, un artiste travaillant dans un cabaret. Ainsi, dans son livre intitulé En toute candeur, Kenneth White consacre plusieurs pages à des portraits de sa famille. Ce livre contient des moments marquants de sa jeunesse qui sont décrits sobrement pour appuyer l'impact qu'ils ont eu sur sa vie, mais également pour essayer de restituer la sensation de découverte du monde par un enfant. Par exemple, la première partie nommée Les collines matricielles, parle d'une marche en hiver dans la lande enneigée, à l'arrivée d'un orage :

« Il n’y a que le grand espace nu et moi en marche dedans. Sous mes pieds la terre sombre. […] Alors tout d’un coup, d’un seul coup, le ciel gris se déchire au nord, et un groupe de collines lumineuses surgissent dans une lumière froide et mate. »

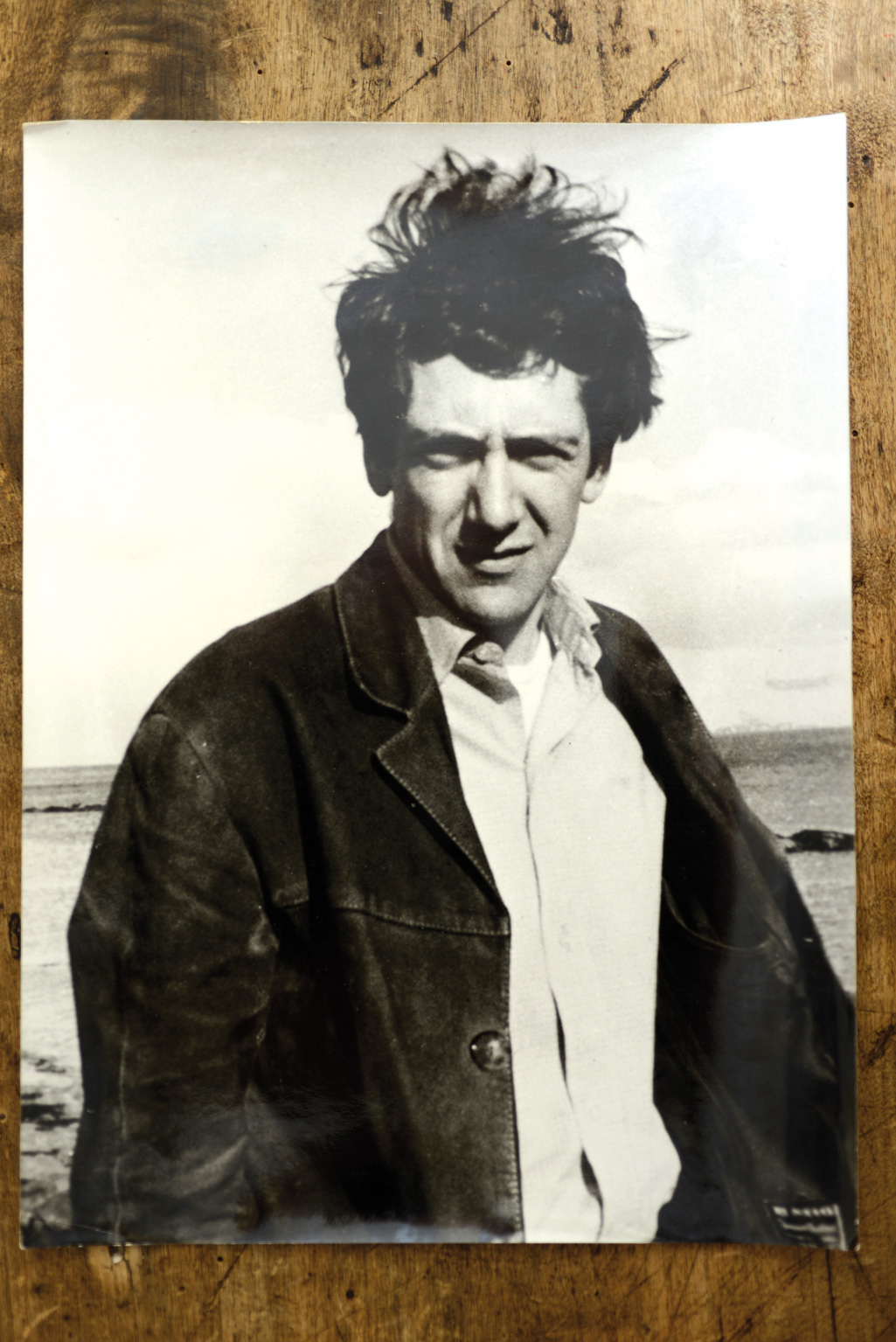
Portrait de Kenneth White en Écosse.

Ces expériences, vécues comme des études ou des pérégrinations, ont orienté profondément ses œuvres, en particulier à travers les thèmes principaux de ses premiers livres. Mais paradoxalement, le poète parle peu de son enfance et de son adolescence. Toutefois, pour lui, « La géopoétique apparaît comme l'aboutissement, la manifestation finale, intellectuelle, d'une expérience vécue par le poète dès son plus jeune âge dans un contact intime avec la nature élémentale (…) ».
L’adolescence de Kenneth White est marquée par de nombreuses lectures, avec un appétit pour la culture, ainsi qu’un regard porté sur le monde dans sa diversité. Par l’activité militante de son père socialiste et son oncle communiste, il est spectateur de nombreux bouleversements sociopolitiques, dont il acquiert une prise de conscience politique. Il adopte dès lors un regard critique sur le monde et la société, non sans un détachement, un recul dont il ne se départira jamais. Ainsi, avant d'avoir écrit son premier livre, il a été témoin de la métamorphose post-industrielle de Glasgow. Il en témoigne dans de nombreux livres, et notamment à travers l’étude d’Adam Smith, philosophe du XVIIIe siècle, premier analyste du capitalisme. Si le monde urbain retient pour une part l'attention du jeune poète, la contemplation de la nature occupe depuis toujours une place prépondérante dans sa sensibilité et son œuvre : « Le paysage terraqué de l'ouest de l'Écosse (…) est omniprésent dans les premiers volumes de poèmes » qui condense « les éléments constitutifs de la topographie whitienne (océan, rivage, île, oiseaux, Nord, blancheur) ».

### Vie étudiante
« Il publie ses premiers ouvrages à Londres. Ils sont reçus comme se situant tout à fait en dehors des normes britanniques de l'époque ». Le poète écossais Hugh MacDiarmid a eu une certaine influence sur Kenneth White qui l'a rencontré. Il lui rend hommage par un portrait, en s’en démarquant néanmoins : 

« Qu’il y ait eu de très grandes lumières dans la tête de MacDiarmid, c’est certain. Que sa poésie soit un stimulant perpétuel pour les sens et l’intellect, cela aussi est certain. Mais si l’on fait le bilan de la Renaissance écossaise, on se trouve aux prises avec un fouillis de petites querelles, d’actions avortées et de discours criards. Pis, on s’enlise vite dans un nationalisme étriqué. La même chose s’était produite en Irlande avec Yeats. »

 Ce refus d’une identification culturelle étroite, auquel s’adjoint une analyse du contexte sociopolitique, compte parmi les raisons majeures qui le décident à quitter l’Écosse : « Sans doute faut-il savoir regarder bien au-delà des frontières nationales, et chercher de nouvelles coordonnées. Ce qui ne signifie pas négliger les énergies et les lumières spécifiques d’un pays, mais les transférer dans un nouveau contexte. »
Kenneth White évoque sa vie estudiantine en Écosse : « À l’université de Glasgow, je parcourais tous les rayons de sa très riche bibliothèque, allant de la géologie à la métaphysique, en passant par diverses littératures. » Après ses études à Glasgow (1954-1956), il est étudiant à Munich (1956-1957), puis à Paris (1959). Il s’installe en France à partir de cette époque, tout en effectuant de fréquents retours en Écosse. C’est dans ce contexte qu’est publié Jargon Papers, pamphlet écrit par Kenneth White dans le cadre d'un groupe qu'il a fondé à Glasgow, The Jargon Group en 1960. « De 1959 à 1968 White va et vient entre la France et l'Écosse ». Puis, « C'est en 1967, dans un contexte culturel des plus pauvres, que l'auteur quitte définitivement la Grande Bretagne pour la France ». « Le message est clair, le Royaume Uni n'était pas le lieu où pourrait émerger une nouvelle poétique ». 
Après avoir abordé cette période dans plusieurs livres, notamment Les Limbes incandescents, Kenneth White revient sur ces années au gré d’un périple qu’il intitule Un pèlerinage européen (sous-titre du livre La Carte de Guido), et sa période munichoise est « revisitée » au chapitre Les corbeaux de l’Englischer Garten : « C’était en 1956, c’est-à-dire seulement onze ans après la fin de la Seconde Guerre mondiale. »

### Âge adulte
En 1957, il rencontre en Écosse Marie-Claude Charlut qui devient son épouse en 1959, puis, plus tard, sa traductrice exclusive. Elle va accompagner son parcours et son œuvre, plusieurs livres lui sont dédiés Dérives, Les Archives du littoral, etc., et des hommages ou remerciements lui sont dédiés dans plusieurs autres ouvrages. De même, il accompagne et soutient son travail de créatrice en photographie. Une grande partie des couvertures de ses livres, sont des portraits ou des créations photographiques de Marie-Claude White. Ils ont réalisé ensemble plusieurs expositions et un livre d’artiste en 2016, Voyage à Skjolden, édité par Claude Blaizot,.

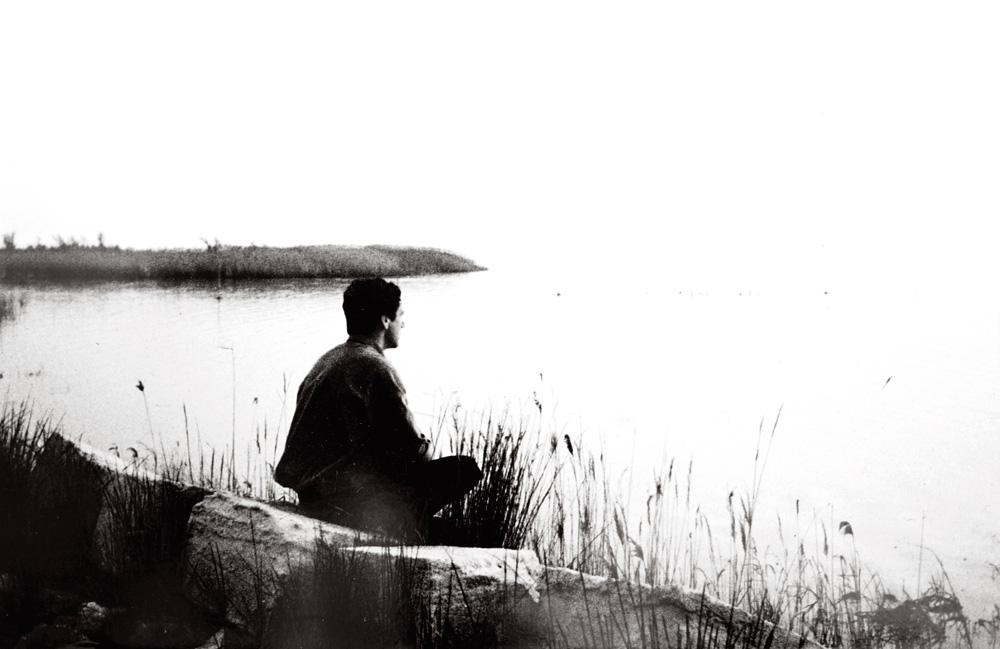
Portrait de Kenneth White en Camargue.

Pour la période aboutissant à 1968 : « En une quinzaine d'années, White a progressivement pris ses distances avec une certaine forme de militantisme ». Si l’œuvre poétique s’affirme d’emblée, Kenneth White manifeste le besoin de bâtir un socle théorique fondé sur des notions clefs telles que le nomadisme intellectuel et va se poursuivre par la création de l’Institut international de géopoétique. L’écriture narrative et poétique perdurera tout au long de son œuvre. Kenneth White s’explique sur la question biographique :« La biographie joue un rôle central. On peut suivre une ligne biographique à travers tous mes écrits. À tel point que je parlais à un moment donné de biocosmographie. Il ne s’agit pas de confession. Plutôt de configuration, de conjugaison. »

## Les grandes orientations

### Le monde blanc
« Le « monde blanc » est une expression que White a inventée pour donner corps à une pensée et une esthétique ». L'expression apparaît dans le livre En toute candeur publié en 1964, suivi d'un essai : « Approche du monde blanc ». Plus tard, paraît sous ce titre une anthologie de poèmes appartenant à l’espace circumpolaire. « Ce fut d’abord pour moi un concept purement géographique, arctique et subarctique, espace dont, à un moment donné, j’avais besoin, afin d’échapper au bruit multicolore de notre civilisation. » Il s’agit de poèmes écrits à partir d’études et de textes esquimaux, amérindiens, celtiques et extrême-orientaux. Une fois le livre épuisé, ces textes ont été réédités sous le titre : Territoires chamaniques. Dans la préface de cette réédition, l’auteur écrit : « Pendant de longues années, je me suis plongé dans des études ethnologiques rares — vieux tomes poussiéreux, chrestomathies aux pages jaunies à la recherche de tels signes. » Puis il précise sa méthode de travail : « Pour ce qui est des textes, il a fallu la plupart du temps les retravailler. Car si on pouvait faire confiance aux spécialistes pour la justesse des traductions, la force poétique était souvent absente. » Dans le livre Lettres aux derniers lettrés, il revient sur cette notion de monde blanc dont il développe précisément la généalogie à travers sept motivations. Christophe Roncato note que « l'expression même a évolué au fil des années. Ainsi, à partir des années 1990 le terme « monde blanc » tend à disparaître de l'œuvre whitienne. Le titre de l'anthologie Open world    en est la marque, le blanc est remplacé par l'ouvert. » Les raisons de ce changement sémantique découlent d'un certain nombre de malentendus. Cette notion de Monde ouvert est à relier à celle de dérive et de voyage chère à l'auteur que Catherine Vaissermann décrit ainsi : « Le voyage n'est donc jamais le suivi d'un chemin tout tracé, mais d'une somme de bifurcations et de dérives qui complexifient l'être. La notion de dérive, plus large que les notions classiques de voyage ou de promenade, rend compte de cette ouverture et apporte l'idée de méditation sur le monde ».

« …une parole dense, une culture fondée, un monde intimement et intensément vécu. Fonder une culture basée sur l’expérience d’un tel monde a été mon but depuis le début de mon activité intellectuelle et poétique. »

— Kenneth White, Le monde blanc.

### Le nomadisme intellectuel
Bruno Masirevic considère L'esprit nomade comme « un des livres clé de l'œuvre de Kenneth White ». Le concept central chez Kenneth White de nomadisme intellectuel a été le sujet de sa thèse d’état, soutenue en 1979 à la Sorbonne. Dès son premier essai, La Figure du dehors, cette notion est évoquée explicitement tout au long de l’ouvrage. La vie de l’auteur, son parcours, dès sa jeunesse, l'anticipait également. Depuis toujours, il effectue de nombreux voyages sur plusieurs continents, donnant lieu à des livres de prose narrative. Il précise : « Il s’agissait donc bien, dans un premier temps, de voyage. Mais d’un voyage bien particulier, avec des exigences bien particulières : pas seulement compte rendu de déplacement, mais aussi itinéraire intellectuel, fondé sur une conception nouvelle de la nature des choses ».
Ce nomadisme ne se limite pas à ses pérégrinations, mais se manifeste dans le champ de ses recherches et au sein même de son écriture. « White entreprend un « voyage » à travers des territoires de la pensée ; il mène une longue traversée des cultures susceptibles de catalyser « un nouveau dire », pour tenter de retrouver et d'exprimer une relation directe, « immédiate », avec la terre. » Ce « voyage » est au confluent d'une introspection et d'une ouverture au monde : « Simultanément et même conjointement, il entreprend un « voyage » à l'intérieur de soi, de son moi, à la recherche d'un autre être-au-monde… » et elle qualifie le nomadisme intellectuel de « double « voyage », géoculturel et anthropologique » . Kenneth White définit ce que n’est pas l’intellectuel nomade : « C’est-à-dire ni l’intellectuel platonicien idéaliste, ni l’intellectuel engagé sartrien, ni, nouvel avatar, l’intellectuel médiatique qui commente à la petite semaine des événements sociopolitiques ressemblant de plus en plus à des épisodes de vaudeville. » Puis, il le définit positivement : « Le nomade intellectuel, lui, traverse territoires et cultures afin d’ouvrir un espace mondial plus clair, plus vif, plus inspirant que l’« état de culture » évoqué plus haut (…) ». Dans le premier chapitre de L’Esprit nomade, intitulé Esquisse du nomade intellectuel, il est question d’un « réseau d’affinités électives », puis de l’histoire de l’émergence de cette notion. Mentionnant deux géographes anarchistes, le Français Élisée Reclus, et le Russe Kropotkine, Kenneth White écrit : « C’est de ce terrain géoanarchique que vont naître les notions de « culture planétaire » et de « poétique du monde » qui forment, me semble-t-il, l’« horizon » du nomade intellectuel. » Cette citation permet de déceler dans son travail de définition conceptuelle du « nomadisme intellectuel » l’amorce de la notion émergente de « géopoétique » qu’il développera plus tard. Michèle Duclos considère que « Le poète présente dans  L'Esprit nomade  le projet vaste et ouvert de ce qui pourrait être une authentique postmodernité ».

### La géopoétique
Les archives sont nombreuses sur ce sujet, parmi d'autres, l'ouvrage Kenneth White et la géopoétique dirigé par Laurent Margantin, qui écrit dans la préface : « La géopoétique n'est pas une idéologie de plus, elle se caractérise plutôt par sa démarche syncrétique, ouverte qu'elle est à d'autres cultures, à d'autres savoirs, à d'autres champs d'expérience ». Kenneth White retrace la genèse de ce terme dans Au large de l’histoire : « C’est lors d’un voyage, en 1978, le long de la rive nord du Saint-Laurent, en route pour le Labrador, que le mot « géopoétique » a surgi dans ma conscience pour désigner à la fois un espace qui s’ouvrait de manière de plus en plus évidente dans mon propre travail, et un nouvel espace général qui pouvait s’ouvrir dans notre culture ». C’est ensuite, à son initiative, la création de L’Institut international de géopoétique en 1989, puis d’une revue Les Cahiers de géopoétique dont le premier numéro paraît en 1990. L’auteur écrit un « Texte inaugural » qui figure à la fin de chaque cahier, également disponible sur le site de l’institut. Un livre fait largement référence à cette notion centrale dans la pensée et l’œuvre de Kenneth White : Le Plateau de l’Albatros édité en 1994 chez Grasset et sous-titré Introduction à la géopoétique. Dans la préface de ce livre, l’auteur rappelle que dans un essai précédent, L’esprit nomade, publié en 1987, une section était intitulée Éléments de géopoétique, et il propose une définition par la négative : « Avec le projet géopoétique, il ne s’agit ni d’une « variété » culturelle de plus, ni d’une école littéraire, ni de la poésie considérée comme un art intime. Il s’agit d’un mouvement qui concerne la manière même dont l’homme fonde son existence sur la terre. Il n’est pas question de construire un système, mais d’accomplir, pas à pas, une exploration, une investigation, en se situant, pour ce qui est du point de départ, quelque part entre la poésie, la philosophie, la science ». Un livre d’entretiens avec Régis Poulet a été publié, en 2014, sous le titre Panorama géopoétique. Dans sa préface, il écrit : « En choisissant le préfixe « géo- » pour englober toutes les dimensions du monde, La géopoétique inventée par Kenneth White ne laisse de côté ni la lithosphère, ni l’hydrosphère, ni l’atmosphère, ni la biosphère, ni la sphère de la pensée. Mieux : la géopoétique les met toutes en relation dynamique. Il s’agit d’une entreprise énorme, hors normes ».
Dans l’œuvre de l’essayiste Kenneth White, nous trouvons de nombreuses définitions de la géopoétique, en voici une parmi d’autres : « Le but de la géopoétique est de renouveler chez l’être humain la perception du monde, de densifier sa présence au monde ». Emmanuel Dall'aglio situe la perspective de la démarche de l'auteur dans son projet géopoétique : « Avec la géopoétique, qui prend son point de départ dans le rapport de l'être humain à la terre, White veut jeter les bases d'une nouvelle culture, voire d'un nouveau monde ».

### Le champ du grand travail
Kenneth White mène un travail intellectuel, d’études et d’érudition, qui se concrétise sous forme d’une conférence, d’un article, d’un essai ou d’un livre. Le titre de chacun de ses essais renvoie à de multiples explorations et développements du thème central. Mais il s’agit aussi d’un engagement existentiel où la vie de l’auteur et son œuvre sont étroitement imbriquées, tant sur le plan des lectures, des voyages, des activités menées dans différents champs d’action tels que l’édition ou la création de livres d’artistes par exemple, que sur le plan de la vie de l’esprit ou sur tout le champ d’une existence dans sa quotidienneté. « Il s’agit là de dégager un nouveau terrain général, d’ouvrir un “ champ ”. D’où un énorme travail : études, érudition. Mais en même temps un travail sur soi, sur l’esprit. Il ne s’agit pas seulement d’être savant ou érudit, mais d’établir une nouvelle géographie mentale, avec ses vallées fertiles et ses sommets dégagés ».
La Figure du dehors rassemble plusieurs études sur Rimbaud, Nietzsche, Thoreau, Delteil, etc. La notion de « dehors » renvoie aussi à la biographie de l’auteur ainsi qu’à sa sensibilité. Dès son enfance, il ressent l’appel des grands espaces extérieurs : « Dehors, chez moi ». L’identification est clairement assumée lorsqu’il écrit : « Je reste la figure du dehors. ».
Le Champ du grand travail est un livre d’entretiens avec Claude Fintz paru en 2002. Ce livre n’a pas pour objet la définition du « grand travail », mais en explore en détail les modalités. Il est constitué de trois parties : le contexte culturel, l’espace de l’œuvre et la question du style. Dans la première partie, l’auteur se dépeint comme un stratège : « Ma tactique sociale a consisté effectivement en phases alternées d’isolement et de communication active. » Il évoque également la cohérence d’ensemble de son travail : « Le vrai travail consiste à voir cet essai dans le contexte de tous mes essais, dans l’économie de toute l’œuvre en cours ». Les deuxième et troisième parties du livre abordent le travail d’écriture en propre. L'auteur y répond à des questions sur la littérature, la biographie, et la géopoétique. Dans un autre ouvrage, Claude Fintz évoque à nouveau cette notion : « Revenons au « grand travail », à l'ascèse qu'il suppose, et dont le but est de constituer une réserve de « force personnelle ».(…) Sans elle, pas de travail possible ». Travail qu'il identifie à l'écriture poétique, considérée comme « une forme possible du travail chamanique ».
Dans La Traversée des territoires, livre publié en octobre 2017, Kenneth White donne un sens inédit au « grand travail ». Dans le premier chapitre « L’arc des petites Antilles » (d’une section intitulée « Lettres d’outre-mer »), il évoque les mouvements géologiques : « La subduction continue, le mouvement d’émergence se poursuit. […] C’est le champ du grand travail de la planète. » Du travail intellectuel mené par l’auteur, on est passé ici au « travail » tectonique de la planète ! On constate donc que cette notion couvre un large champ sémantique et culturel, et l’on peut considérer que le « champ du grand travail » synthétise l’ensemble des recherches préalables de l’auteur : le monde blanc, le monde ouvert, le nomadisme intellectuel, le chamanisme, ainsi que de perspectives encore inédites. Et, comme cette analogie avec le « travail » de l’écorce terrestre le suggère, il en va d’une démarche située bien au-delà du plan personnel.

## Les champs transdisciplinaires
« La poésie, la science, la philosophie ne sont pas essentiellement séparées les unes des autres. »

— Wilhelm Von Humboldt, Cosmos.

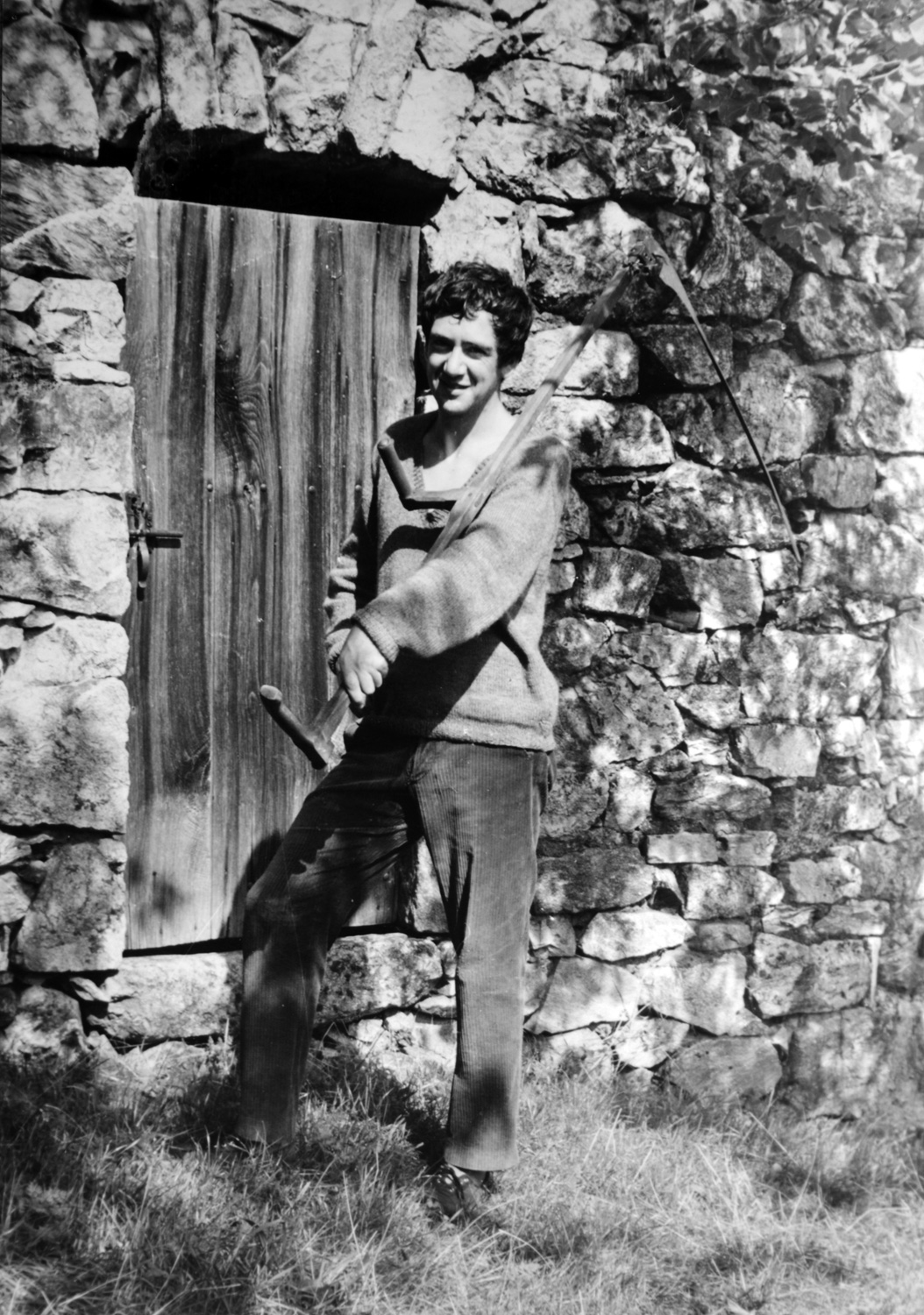
Portrait de Kenneth White à Gourgounel, Ardèche.

Christophe Roncato situe Kenneth White dans son temps : « C'est selon une logique de l'interdisciplinarité que le XXe siècle s'est le plus distingué, et l'œuvre Whitienne en est un parfait exemple. Cette « bibliographie nomade » est marquée par ce phénomène. Elle montre que White, pour élaborer et nourrir son projet littéraire, puise dans les différents champs du savoir ». Il cite les sources de l'auteur : « Poètes, romanciers, philosophes, biologistes, physiciens, mathématiciens, psychanalystes, d'Occident et d'Orient, constituent l'humus de la pensée déployée dans cet essai  », et précise encore en l'élargissant : « (…) son œuvre personnelle, à la croisée de la philosophie, de la littérature et de la science, montre par ailleurs un fort penchant pour la pluridisciplinarité , l'interdisciplinarité et la transdisciplinarité ». L’approche interdisciplinaire, voire transdisciplinaire de Kenneth White lui permet d’écrire : « J’ai plus en commun avec un scientifique ou un philosophe qui comprend l’idée géopoétique qu’avec un poète qui n’y entend rien ». » Les centres d’intérêt de l’inventeur de la géopoétique sont nombreux et interdisciplinaires : la géographie, la géologie, l’histoire, l’économie, la philosophie, la littérature, la poétique, sans délaisser les sciences, la politique, etc. Si, aujourd’hui, les cloisons interdisciplinaires sont parfois trop étanches, tel ne fut pas toujours le cas. Se référant au XVIIIe siècle, il précise : « Il existait, avant toutes les spécialisations, cette discipline générale nommée « philosophie naturelle », discipline dans laquelle la poésie, les sciences et la philosophie étaient réunies, et où l’attention se portait sur un questionnement total, ainsi que sur la recherche d’une compréhension globale, une appréhension complète du monde ». Son intérêt pour de multiples disciplines du savoir et de la connaissance vise une « appréhension complète du monde. » Ces divers domaines ne sont pas abordés dans un esprit encyclopédique, mais se justifient dans le projet de l’auteur de fonder rien moins qu’un monde. La méthode et l’approche ne sont pas strictement « mentales » mais procèdent d’un équilibre entre une recherche érudite et théorique, et une pratique — qu’aujourd’hui la sociologie dirait « immersive ». Souvent un engagement physique se conjugue aux études intellectuelles. Dans Lettres de Gourgounel, il évoque l’usage de la faucille et la faux.
Ses voyages sont ponctués de longues marches, par exemple, dans le Nord du Japon sur les traces du poète Basho, tel que le montre le film Japon, Les chemins du nord profond réalisé par François Reichenbach, ainsi que son livre Les Cygnes sauvages. L’auteur revendique plusieurs influences parmi lesquelles le tantrisme qu’il définit comme « Le fait d’allier cette même métaphysique à une plongée totale dans la matière même de l’existence. » Cette alliance et cette plongée concernent son œuvre en totalité. Plongée d’ailleurs effective et réellement sous-marine telle qu’elle est évoquée dans l'ouvrage La mer des lumières publié en 2017 mais qui relate ses voyages dans l’Océan Indien.
Selon Christophe Roncato, la pratique transdisciplinaire a pour effet de remettre en cause le statut de l'auteur, et il intitule un chapitre de son livre La mort de l'auteur ? : « Travailler aux croisements et au dépassements des disciplines implique que l'auteur occupe une place plus marginale dans les processus de création. Dans ce nouveau champ littéraire, l'auteur tend à se faire moins visible, il n'est plus l'unique architecte de son ouvrage ».

### Géographie

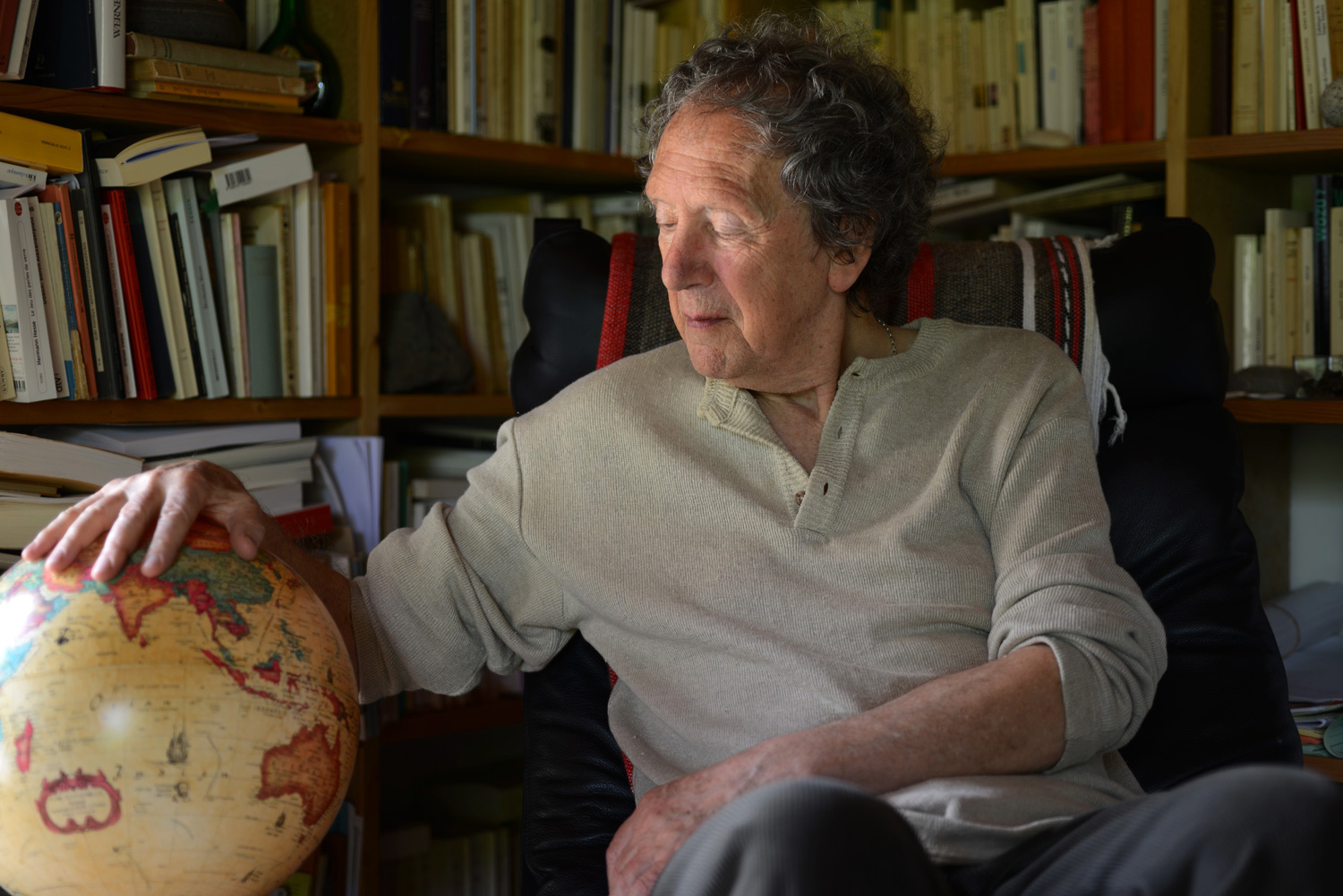
Atelier atlantique de Kenneth White à Trébeurden, 2014.

Frédéric-Jacques Temple situe et délimite d'emblée la relation que le poète entretient avec la géographie : « Le géographe décrit, le « géopoète » redit le monde. Son territoire, souligne Arnaud Villani, est celui de la poésie, lieu d'expérience et langage essentiel ». La géographie, comme centre d’intérêt, parcourt l’œuvre dans son intégralité de la façon la plus constante. Nombre de ses « livres-itinéraires » sont consacrés à un pays, une région du monde, où il a, dans la grande majorité des cas, voyagé, parfois à plusieurs reprises. Citons, parmi d’autres, Le Visage du vent d’est,  La Route bleue, Les Cygnes sauvages, La Carte de Guido.
La géographie, en tant que science, est également présente dans ses livres. Sa bibliothèque comporte une ample section baptisée « géopoétique ». Parmi d’autres, il mentionne à de nombreuses reprises les livres d'Élisée Reclus, côtoyant ceux de Vidal de la Blache, Lucien Febvre, etc.. Au gré de ses voyages, dans de nombreux musées et bibliothèques répartis sur divers continents, il a étudié d’anciens manuscrits, des cartes, etc. Dans le livre Au large de l’histoire, un chapitre intitulé : « Le mouvement géographique » parle de son amour des cartes : « Étant donné notre conception et notre perception actuelle de l’espace (le complexe rejoint le confus en passant par le compliqué), c’est avec une certaine nostalgie intellectuelle, et avec un plaisir esthétique certain, que l’on contemple les cartes, les Mappae Mundi, du Moyen Âge […] ». Les cartes géographiques, anciennes le plus souvent, sont fréquentes dans son œuvre et sont également visibles sur les murs de son « atelier atlantique ». Par métaphore, la cartographie est aussi la traduction d’un espace mental.
Si la géographie a fécondé l'œuvre poétique, en retour, la géographie en tant que science, se trouve interpellée par l'approche géopoétique ainsi qu'en témoigne le géographe Alexandre Gillet qui déclare : Pour le formuler de façon concentrée, dans l'esprit de Kenneth White, qui dit « géopoétique » dit « densification de la géographie » et : Peut-être est-il temps de penser que le géographe réel ne doit pas comprendre la géographie du seul point de vue scientifique ou encore la situer dans ses seules limites.

### Histoire
Pierre Jamet consacre un chapitre de son livre à la question du rapport de Kenneth White à l'Histoire : « Une grande part de l'œuvre de Kenneth White semble consacrée à une tentative de se relier au devenir général ». Et plus loin : « On constate la présence d'une réflexion qui se veut d'envergure globale, culturelle, le message d'un auteur à son époque ».  Quelle est la finalité de ce travail ? Pierre Jamet le précise : « Celui qui veut être « cultivé » comme celui qui veut comprendre la culture, doit établir une sorte de contact vivant avec l'histoire, et il lui faut pour cela être capable d'aperception globale ».
Dès ses premiers livres, Kenneth White adopte une attitude distante envers l’Histoire. « Ne pas m’enliser dans l’Histoire, mais en sortir » écrit-il en 1978. Puis, en 1983, il se propose de « Sortir de l’histoire pour entrer dans la géographie. » Depuis un certain nombre d’années, il approfondit sa lecture critique de l’Histoire, et cette dimension apparaît tant dans son intérêt tant pour l’histoire de la pensée philosophique, l’histoire de la littérature, l’histoire de l’art, que pour l’histoire socio-économique et socio-politique. Le livre le plus important (350 pages) qu’il ait consacré à ce domaine, publié en 2015, s'intitule Au large de l’histoire. Si l’ampleur des recherches, études et réflexions menées indique l’intérêt profond de l’auteur pour cette discipline, le titre Au large de… est révélateur de la distance prise envers ce champ, et envers toute notion d’actualité, position qu’il a exprimée dès sa jeunesse. Le sous-titre de l’ouvrage indique la perspective dans laquelle le champ de ses recherches fut conduit : Éléments d’un espace-temps à venir. Le texte de la préface va plus loin encore : « Je reste persuadé que l’être humain n’arrive à vivre un tant soit peu profondément sur cette Terre que grâce à quelques œuvres fortement poétiques et vigoureusement pensantes, élaborées dans la distance et le silence, à l’écart de l’Histoire et de toutes les petites histoires qui en sont les succédanés plus ou moins dérisoires, plus ou moins sinistres (toute une littérature …), je pense aussi qu’il existe, en cette « fin de l’histoire », la possibilité, extrême, sans doute la dernière avant l’amorphisme total, de découvrir les bases d’un terrain radical, d’ouvrir un nouvel espace et d’en dresser les contours ». Les références livresques sont nombreuses, et font autorité : History of America de William Robertson, La Richesse des nations de Adam Smith, La Phénoménologie de l’esprit de Hegel,  Le Manifeste communiste de Karl Marx, A Study of History (Étude de l’Histoire) d’Arnold Toynbee, La Condition de l’homme moderne de Hannah Arendt, Le Déclin de l’occident de Spengler, La Fin de l’Histoire de Henri Lefebvre, et bien d’autres. L’auteur se réfère aussi à des sources plus originales, telles que Sternstunden der Menscheit (Les Très Riches Heures de L’Humanité) de Stephan Sweig (1927). Dans le chapitre Un séjour en Anarcadie, il mentionne plusieurs livres d’historiens anarchistes, tels que le Dictionnaire biographique du mouvement ouvrier français de Marius Alexandre Jacob. L’auteur ne rompt jamais avec un fil autobiographique, ainsi mentionne-t-il les centres d’intérêt de sa jeunesse : « Pour ma part, à l’âge de dix-huit ans, étudiant à l’université de Glasgow, je naviguais intellectuellement entre l’Écosse, La France, l’Allemagne et la Russie, en suivant des courants anarchistes et nihilistes ». Dans la trame historique, ou préhistorique, il va consacrer un chapitre au chamanisme qui l’intéresse de longue date : « La danse sur le glacier du chamane ». Il va également convoquer de nombreux auteurs auprès desquels il a mené un long compagnonnage, comme Henry David Thoreau.
La justification de ce long travail sur l’Histoire et « au large de l’Histoire » apparaît à la toute fin de l’ouvrage dans ce que l’auteur nomme « une profession de foi » : « Le nouveau en géopoétique remonte au très ancien, y compris au très ancien culturel, mais en dégageant cet « ancien » des gangues mythiques, religieuses, métaphysiques dans lesquelles il est inséré ».

### Philosophie
Michel Philippon consacre un chapitre aux relations qu'entretient Kenneth White avec la philosophie  et écrit : « Il est évident que White nous a débarrassé des philosophies de l'histoire (…) » et il cite plus loin : « Augustin, Leibniz, Hegel, Marx, Comte, Lénine, toutes pensées visant à nous distraire du présent ». L’intérêt de la philosophie pour Kenneth White doit être envisagé dans sa relation avec la poétique : « Il règne dans le domaine public l’idée que, si l’on veut « penser », c’est vers la philosophie qu’il faut se tourner, que le philosophe serait le représentant attitré de la pensée, alors que la poétique serait le lieu, « l’autre monde », du sentiment, de la fantaisie, de l’imaginaire. C’est ne rien savoir des travaux poétiques accomplis depuis au moins cent ans, ni de certaines avancées en philosophie ». L’auteur poursuit en mentionnant deux philosophes allemands ayant remis en question leur propre discipline, Nietzsche et Heidegger, au point que le second évoque : « la fin de la philosophie et la tâche de la pensée  ». Quant à la réduction de la poésie à l’imaginaire, Kenneth White cite Descartes, dans son livre Olympica : « Il peut paraître étonnant que les pensées profondes se rencontrent plutôt dans les écrits des poètes que dans ceux des philosophes ». Heidegger s’est d’ailleurs intéressé aux poètes Hölderlin, Rilke, René Char, etc. Dans plusieurs de ses livres, principalement les essais, Kenneth White a abondamment recours à la philosophie avec Platon, Duns Scot, Spinoza, David Hume, Kant, Hegel, Schopenhauer, Husserl, Merleau-Ponty, etc. Lorsqu’il cite Héraclite et Parménide, c’est pour écrire « ils sont plus et mieux que « des philosophes » ». Il cite et dialogue avec les pensées de Foucault, Derrida, Michel Serres, et Gilles Deleuze, ce dernier ayant fait partie du jury de sa soutenance de thèse en 1979. Un petit livre intitulé « Dialogue avec Deleuze », publié en 2007, un « essai comparatiste » selon l’auteur, précise les points d’accord et de désaccord entre les deux penseurs, ou pour être plus précis entre Deleuze et Guatarri, et lui-même. Aux concepts d’utopie et de géophilosophie, prônés par Deleuze, Kenneth White répond : « Pour des raisons que j’ai indiquées, je dis, plus radicalement : atopie et géopoétique ». Dans la perspective qui est la sienne d’un « monde ouvert », Kenneth White écrit : « Résumons : penser, c’est toujours sortir (Deleuze appelle cela « déterritorialisation »). Si l’on sort, ce n’est pas pour entrer ailleurs, c’est pour se re-situer dans un plus large espace, à la fois physique et mental ».

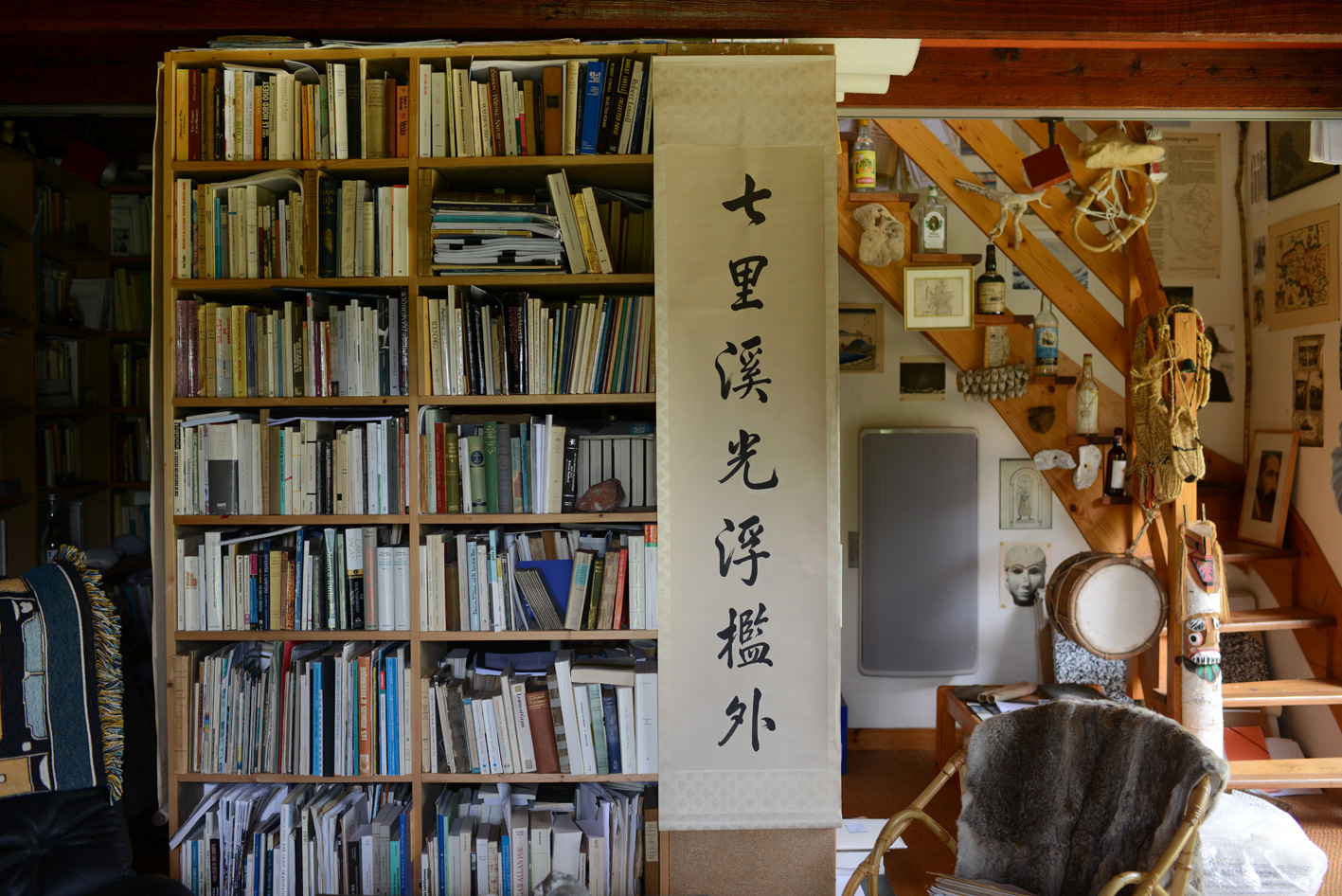
Atelier atlantique de Kenneth White à Trébeurden, 2014.

Dans la première partie de cette section, il a été question de la pensée philosophique occidentale. La philosophie orientale, abordée dès les premiers livres de Kenneth White, est également un centre d’intérêt fondamental pour l’auteur. À ses yeux, l’intérêt de celle-ci réside dans l’absence de clivage entre philosophie et poésie qui prévaut en Orient, à l’inverse de l’histoire la plus classique de la philosophie occidentale, qui commence, avec Platon, par le rejet des poètes de sa cité idéale. Dans la préface de son premier livre écrit en prose, et traduit de l’anglais : Lettres de Gourgounel plusieurs mentions sont faites à la philosophie. Qualifiant l’ouvrage, il écrit : « C’est un livre idiot. Dans le sens taoïste — je m’empresse de le dire — du terme ! » Premier livre en prose, il ne le dissocie pas de ses écrits poétiques : « J’aimerais seulement qu’on y trouve la saveur du réel, une poésie rude, sans affectation, sans complications inutiles. « Nous voulons être les poètes de notre vie », disait Nietzsche, qui constitue la porte occidentale de ce livre, comme Tchouang-tseu en est la porte orientale ». L’héritage nietzschéen est explicite : « Je considère que lesLettres de Gourgounel, avec Les Limbes incandescents et les Dérives, forment une trilogie qui pourrait avoir pour titre général : Itinéraire d’un surnihiliste, 1960–1975 ». Ce livre, « reçu comme étant tout à fait en dehors des normes de la littérature », relate l’installation de l’auteur dans une ferme ardéchoise. Au milieu du récit, s’y égrènent ses propres haïkus, et des évocations du moine errant Chomei, du Tao, du bouddhisme Mahayana. Il écrit : « Et c’est ce que je recherche ici, à Gourgounel, à mi-chemin entre Nietzsche et Mi Fu ». Dans le livre Le Visage du vent d’Est, de nouveau, des parallèles sont présents, tel un chapitre intitulé : Hegel et Tchang San-Fong. Puis, Tchouang-tseu, Confucius, ou encore Maitreya. À la fin de ce livre, l’auteur mentionne son érudition personnelle : « J’ai lu je ne sais combien de livres sur le bouddhisme, volumineux ouvrages et études laborieuses bien souvent, œuvres d’historiens des religions, de philosophes, de philologues ; je me suis plongé dans la littérature bouddhique, dans les sutra, les commentaires des sutras, les commentaires des commentaires […] ». Dans Un monde à part, il compare David Hume à Nagarjuna ainsi : « Hume, que j’ai beaucoup lu à Glasgow, lui aussi, est parfois si près de la pensée bouddhiste et de sa conception du vide, que son Traité de la nature humaine peut sembler une version écossaise de Nagarjuna ». La référence à Friedrich Nietzsche est la plus fréquente, et l’on peut trouver également certains rapprochements avec Schopenhauer.

### Sciences
L’intérêt de Kenneth White pour les sciences est de plusieurs ordres. Sa recherche de cohérence, sa méthode soucieuse du détail, mais toujours reliée à la globalité, ont une indéniable dimension scientifique. Il mentionne fréquemment plusieurs notions des sciences contemporaines et invente ou utilise des néologismes tels que « le multivers », le mot « chaoticisme », influencé par « la théorie du chaos », et les notions les plus omniprésentes chez lui sont sans doute celles de « champ » et « d’énergie ». Notions polysémiques qu’il convoque dans un sens extra-scientifique, en corrélation avec ses centres d’intérêt et de recherche. « Le physicien écossais James Clerk Maxwell est connu pour ses travaux dans le domaine de l’électromagnétique, et pour leurs prolongations dans le développement de la thermodynamique et de la mécanique quantique. C’est lui qui a introduit dans la physique la notion de champ, qui, sur le plan des fonctionnements de l’esprit, allait ressurgir, par analogie, dans les « champs magnétiques » du surréalisme et, logiquement, dans ce que j’ai appelé « le champ du grand travail », qui est à la base de la géopoétique ». Son intérêt pour les sciences de la nature a son origine dans une perception première, issue de l’enfance et prolongée à l’âge adulte. Il collectionne les pierres et les coquillages, et sa bibliothèque est bien dotée sur l’ornithologie et toutes les sciences de la nature, zoologie, botanique, etc., l’intéressent. C’est la biologie qu’il a étudiée plus particulièrement : « Je nomme les biologistes et neurophysiologistes que j’ai le plus fréquentés : Henri Atlan, Stuart Kauffman, Humberto Maturana, Francisco Varela ». Cette science l’intéresse dans ses développements les plus récents : « Le biologiste Henri Atlan parle de l’homme comme d’un « système ouvert » et de la possibilité d’une « existence unifiée ». Avec l’ensemble des sciences de la nature, l’écologie requiert son plus vif intérêt, et se trouve être de longue date, une notion centrale de sa pensée et de son action. Il y fait mention de la façon la plus explicite dans le texte inaugural de l’Institut international géopoétique : « Si, vers 1978, j’ai commencé à parler de « géopoétique », c’est, d’une part, parce que la terre (la biosphère) était, de toute évidence, de plus en plus menacée et qu’il fallait s’en préoccuper d’une manière à la fois profonde et efficace […] ».
Il cite Albert Einstein : « Je me sens si solidaire de tout ce qui vit qu’il m’est indifférent de savoir où l’individu commence et où il finit ». Puis il évoque une lettre écrite en 1927 par le physicien : « J’ai lu une lettre d’Einstein où celui-ci, tout en faisant l’éloge des mathématiques, dit qu’il lui manque ce qu’il appelle les « délicieuses tranches de vie », et que c’était là le drame des scientifiques ». De façon globale, l’intérêt de Kenneth White pour la science, au-delà de ses inclinations naturelles, est relié à son projet de fonder ce qu’il nomme « un monde ouvert ». Ne demande-t-il pas à la science la même ouverture, le même horizon dégagé qu’il demande à la poétique, la philosophie, et au fond, à toute l’aventure humaine ?

### Esthétique
L’œuvre de Kenneth White manifeste un intérêt constant pour l’art. Ses premiers livres offrent des références à des peintres chinois taoïstes, tels que Mi Fu. Son attention se porte vers les artistes qui relient art et métaphysique ou art et poétique. Un de ses premiers recueils de poésie Scènes d’un monde flottant, fait référence à l’univers esthétique extrême oriental où sont imbriqués les arts visuels et la poésie. Il a écrit plusieurs monographies sur l’art. Distinguons celles consacrées au peintre Jean-Michel Atlan, et au japonais Hokusai. Dans le livre monumental de 675 pages, qui constitue le catalogue raisonné d’Atlan, l’essai de Kenneth White, Une atlantide picturale, donne le ton par une apostrophe provocatrice : « Rien de plus dérisoire à mon sens que l’histoire de l’art, si ce n’est l’histoire de la littérature. Que peuvent nous apprendre d’essentiel ou, disons, d’inspirant, les classements par nations, siècles et écoles ? » L’auteur recourt à deux citations préliminaires. La première, d’Alexander von Humboldt : « Renouveler l’art grâce à un contact inédit avec la nature ». La seconde, de Gustave Flaubert, lors d’un voyage au Maghreb : « Que toutes les énergies de la nature, que j’ai aspirées, me pénètrent et qu’elles exhalent dans mon livre. À moi puissances de l’émotion plastique ! » Pour pertinentes qu’elles soient concernant Atlan, né en Algérie, d’évidence, ces citations valent, au-delà de cet artiste, comme refondation d’une esthétique de l’art, voire de la culture, telle que Kenneth White souhaite la promouvoir. Tel est le projet de l’auteur qui apparaît dans ses essais Le Plateau de l’Albatros ainsi qu’Au large de l’histoire. Dans le premier livre, deux chapitres sont notamment consacrés à l’art, le premier à « La musique du monde. Il se positionne en préambule comme un « barbare musical », privilégiant les sons de la nature à tout autre : « Au moment où je me suis mis à composer ce texte, la pluie battait contre la vitre de mon atelier sur la côte nord de la Bretagne. Cette percussion légère– le raga de la pluie – était ponctuée de temps en temps de cris de mouettes. Dans de telles circonstances, il m’arrive de penser que je n’ai besoin de nulle autre musique. Je suis en pleine situation biocosmopoétique […] ». Si Kenneth White possède, de toute évidence, une culture musicale, son expérience esthétique des sons naturels est nichée dans son enfance : « Enfant et adolescent, j’écoutais surtout le bruit des vagues, le chuchotement de la pluie dans le bois, les cris des phoques, des mouettes et des hiboux. Peu de musiques ont pu me donner la sensation qui me parcourait en écoutant un hibou, la nuit, dans la forêt […] ». Voici Henry David Thoreau, cité par Kenneth White, à l’écoute des sons naturels dans les bois de Walden : « Au début, je n’entendais que des sons isolés ; mais quand ceux-là cessèrent, j’étais conscient du chant général de la terre… et je me demandais si, derrière ce chant-là, ne s’en cachait pas un autre, encore plus universel ». Et Kenneth White de poursuivre : « Ce sont de telles expériences, de tels exemples, qui furent le prélude à toute ma pratique poétique, que ce soit en poésie ou en prose. Ce qui se profilait à l’horizon, c’était une « musique du monde » ». Ces considérations ne l’empêchent pas de s’intéresser à la musique de Satie, à la démarche de John Cage, à la musique de Steve Reich, La Monte Young, ou à l’interprétation de Glenn Gould.
L'artiste Emmanuel Fillot, témoignant de sa collaboration avec Kenneth White remarque : « On pourrait avoir l'intuition qu'un contexte géopoétique favorise la rencontre de la poésie et des arts plastiques en lui donnant toute son ampleur et sa richesse ». Puis :  « Il y avait pour moi une espèce d'évidence entre la poésie de Kenneth White et un travail plastique ».
Jean-Paul Loubes compare l'approche de Kenneth White avec la méthode anthropologique de Claude Levi-Strauss : « K White parle lui-même d' «enquête » à propos de son travail sur Hokusaï ». Il évoque leur intérêt commun pour le peintre japonais, et cite l'essai que Kenneth White lui a consacré : « Tout y est : culture, chaos et cosmos, formes et forces, constructions et dévastations, être, vide et néant. » Jean-Paul Loubes situe ce travail au-delà d'une approche d'historien d'art : « Il y a dans cette appréciation bien plus qu'une prise en considération de l'œuvre par un critique d'art. Il y a la recherche du « peintre du monde», le désir de pénétrer jusqu'à « l'esprit de l'univers» »[réf. nécessaire].

### L’art de la Terre
Dans le chapitre suivant du Plateau de l’Albatros l’auteur s’intéresse à deux artistes du Land art, Richard Long et Hamish Fulton. Il rapporte un propos de Richard Long : « J’essaye de me comporter vis-à-vis de la Terre avec respect, probablement de la même façon que les Indiens d’Amérique ». L’artiste évoque encore une pratique vécue : « en pleine nature, dans la solitude de l’esprit ». La conclusion de ce chapitre sur l’art est explicite : « Avant tout il s’agit d’approfondissement et d’expansion, il s’agit d’expérimenter, pas à pas, passage après passage, la sensation de la vie sur Terre, d’exprimer une conception du monde, et d’indiquer le rapport le plus dense, le plus subtil possible entre l’esprit humain et le chaosmos. C’est tout cela qui est en jeu dans l’art plastique géopoétique ». Dans le livre Au large de l’histoire, publié vingt et un ans plus tard, il revient sur la pratique du Land art, et s’il écrit qu’« elle a toute [sa] sympathie », il en voit aussi les limites : « Mais il faut reconnaître qu’elle n’offre guère de base pour un développement artistique fécond. En fait, on tombe très vite dans le poncif et dans le procédé ». Il consacre aussi un chapitre critique sur le Land art dont voici la conclusion : « Ce que j’ai, fondamentalement, contre ce genre de choses, c’est qu’on impose à la nature un concept nettement moins intéressant que la nature elle-même. De plus, ces opérations artistiques (pas toujours aussi éphémères qu’on pourrait le souhaiter), en s’interposant entre l’esprit et la nature, bloquent la possibilité d’autres approches, d’autres appréhensions des lieux ». Entre ces deux essais, durant ces deux décennies — lors desquelles, si l’on suit Kenneth White, ces artistes se sont surtout répétés eux-mêmes — lui-même n’a cessé de poursuivre ses explorations, notamment dans le domaine de la pensée et de l’art du chamanisme, qui est une des sources vives de l’art contemporain. Raison pour laquelle il s’est senti proche de Joseph Beuys : « Ce que je vois chez lui ressemble à ce que j’évoquais à propos de ma propre expérience, à savoir le lien avec une tradition archaïque et son utilisation anarchique — disons un chamanisme abstrait, sans aucun rapport avec une quelconque imitation du passé, impliquant le retour à l’ancienne forme symbolique ». Son propos sur l’art s’est nourri et développé, son exigence a grandi, ses ambitions sont précisées dans l’intitulé même du chapitre « La refondation de l’œuvre d’art » où Kenneth White propose « […] trois sources qui offrent des éléments de refondation. Ces trois sources sont l’idée géométrique, le mouvement géographique, et le champ géopoétique ». Il précise que les trois formes procèdent par expansion, le champ géopoétique étant le plus ouvert, le plus apte à cette refondation.
Kenneth White a collaboré à de nombreux livres d’artistes concrétisés par des expositions ou des éditions numérotées. En 1994, à l’université d’Aix-en-Provence eut lieu un colloque organisé par Kenneth White et Franck Doriac sur le thème « Géopoétique et arts plastiques » réunissant une quinzaine d’intervenants, et qui a donné lieu à une publication universitaire en 1999. Il y est indiqué qu’« il s’agissait, à partir d’un large éventail de références, d’élaborer la notion d’un art géopoétique ».

## Affinités, influences et famille littéraire
Les influences qui ont irrigué la pensée de Kenneth White sont nombreuses, à l’image de sa grande curiosité intellectuelle et de son érudition. Celles-ci sont revendiquées. L’auteur explique ainsi que, si l’on a pu lui reprocher un excès de citations (lui-même parle d’une orchestration), il assume cette transparence des sources afin de dresser le paysage d’une « géographie de l’esprit ». « Une culture est aussi un champ de références » dit-il dans un entretien. Au-delà de la création d'un champ de références et une géographie de l’esprit, il dessine, dans ses voisinages, par confrontation et élagage, les contours de son propre territoire.
Christophe Roncato aborde les références de Kenneth White ainsi : « Dans ses essais White met l'accent sur ce qu'il appelle ses « affinités extrêmes ». Il se fraye est un chemin à travers leurs œuvres en se forçant d'accéder à la pulpe de leur travail et de transmettre leurs dynamiques ». Se proposant d'explorer la bibliothèque whitienne, telle qu'elle apparaît dans le livre L'Esprit nomade, il poursuit : « Plus de deux-cents auteurs et environ trois-cent-cinquante ouvrages sont référencés dans ces pages ».
Influencé par Henry David Thoreau, Walt Whitman, Friedrich Nietzsche, Charles Baudelaire, Arthur Rimbaud, Jack Kerouac, les haïkus et les philosophies orientales, il a pu être comparé à Gary Snyder.

### Les grands compagnons

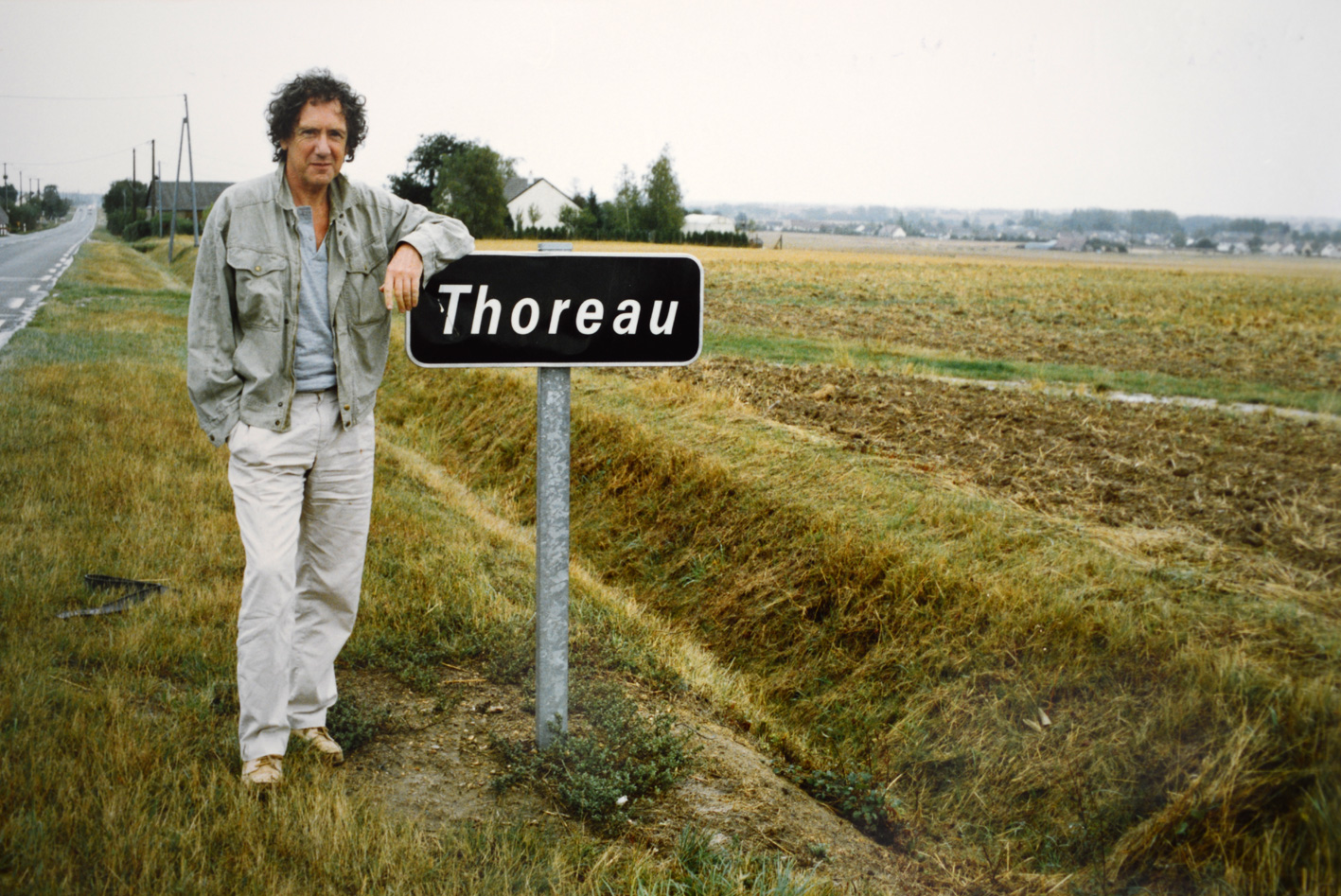
Kenneth White en Beauce, 1991.

Les grands compagnons est la deuxième section du livre Le Plateau de l’albatros, paru en 1994. Elle comporte cinq chapitres consacrés chacun à un auteur : « Ovide : politique, géographique, poétique », « Un goût vif de l’univers » (Ernest Renan), « Dernières nouvelles de Walden » (Henry David Thoreau), « La parole et la Pierre » (Níkos Kazantzákis), « Un ABC du monde » (Blaise Cendrars). Un livre paru en 2009,Les affinités extrêmes est exclusivement consacré à dix auteurs, soit autant d’essais monographiques : Élisée Reclus : l’ouverture au monde, Arthur Rimbaud : la désertion absolue, Victor Segalen : l’équipée exotique, Saint-John Perse : la grande dérive, André Breton : le champ magnétique, Louis-Ferdinand Céline : la nuit scabreuse, Henri Michaux : la transgression tranquille, Charles-Albert Cingria : l’esprit erratique, Joseph Delteil : la complétude phénoménale, Emil Cioran : la vacuité cosmogonique.
Dans Lettres aux derniers lettrés paru en 2017, l’auteur évoque ses auteurs de référence, depuis l’enfance : « Au début de mon enfance mégalomane, j’avais même pour ambition d’écrire une « Bible blanche » (les Bibles sont la plupart du temps reliées en noir) qui aurait contenu, par exemple, le Livre de Thoreau, le Livre de Nietzsche, le Livre de Whitman, le Livre de Melville, le livre de Rimbaud, etc ». Puis, il ajoute : « Si j’avais poursuivi mon idée d’une « Bible blanche », j’aurais dû ajouter aux livres mentionnés plus haut le Livre de Nagarjuna, le Livre de Li Po, le Livre de Han Shan, le Livre de Kunlegs,  le Livre de Bashô […] ». Henry David Thoreau, Friedrich Nietzsche et Arthur Rimbaud sont ses références majeures. Remarquons qu’il s’agit de trois auteurs de langues européennes, qu’il a lus dans le texte original. « Nietzsche, qui, suite peut-être à ses lectures d’Emerson (dont il faisait ses délices), évoque le nomadisme intellectuel dans Humain, trop humain, me semble être, avec Rimbaud, le nomade intellectuel par excellence ».
Lors d’une émission radiodiffusée qui lui fut consacrée La nuit rêvée de Kenneth White, l’auteur a choisi une sélection d’entretiens de grands auteurs : André Breton, Louis-Ferdinand Céline, Emil Cioran, Henri Michaux, Charles-Albert Cingria et Joseph Delteil. Il s’est également entretenu avec Marc Floriot, le réalisateur de l’émission, et a eu également un dialogue sur Spinoza avec Robert Misrahi.

### Monographies et essais
Kenneth White a consacré cinq livres à des auteurs qui, d’une manière ou d’une autre, lui sont proches. Segalen : théorie et pratique du voyage, Le Monde d'Antonin Artaud ou Pour une culture cosmopoétique, Hokusai, ou, l’horizon sensible, Dialogue avec Deleuze. Une voix dans le supermarché : parcours d'Allen Ginsberg. Il a écrit de nombreux essais monographiques, qu’ils aient été communiqués lors de conférences, ou publiés dans des revues, la plupart ont été réunis dans ses livres. Outre ceux déjà indiqués plus haut, à la rubrique « Les grands compagnons », son premier essai La Figure du dehors, contient certains chapitres consacrés à des auteurs : Après Rimbaud, Marcher avec Thoreau, Ruines et lumières d’Ezra Pound, L’oiseau migrateur (Saint-John Perse), Le délire Delteil, Un celte en Asie (Victor Segalen).

### Auteurs de référence
Ils sont innombrables et il n’est pas possible d’en dresser une liste exhaustive. Certaines figures se détachent toutefois, pour être souvent citées, ou avoir eu une influence plus marquée. Schopenhauer, Spinoza, Hegel, Nietzsche, Heidegger — « que j’avais beaucoup lu en Allemagne » — Jacques Derrida, et surtout Gilles Deleuze pour la philosophie « française ». En littérature, il convient de citer Victor Hugo — dont il a relu l’œuvre complète — sur lequel il écrit : « Victor Hugo, dont le nom signifiait pour moi à l’époque — il a alors quatorze ans — tout ce qu’il y a de plus haut et de plus puissant en littérature », et les écrivains russes, plus particulièrement réunis dans Un monde à part où il évoque un ancien projet « […] écrire une histoire métaphysique de la Russie » : Maxime Gorki, Anton Tchekhov, Fiodor Tiouttchev ; ainsi que dans Lettres aux derniers lettrés : Fiodor Dostoïevski, Alexandre Pouchkine ou Mikhaïl Lermontov. Dans le domaine anglo-saxon, il se réfère en particulier à Walt Whitman, Robert Louis Stevenson, Herman Melville ou Jack London.

### Les rencontres
Les anonymes, les passants, les voyageurs rencontrés, du voisinage le plus proche aux horizons les plus lointains, figurent quasiment dans tous ses livres. Sans les confondre avec les grands auteurs, ils sont mentionnés, cités, leurs propos rapportés, leur vie relatée. Ils ont parfois l’allure de personnages de roman, pittoresques, émouvants ou poignants, ils font l’œuvre de Kenneth White tout comme ils ont, pour un temps au moins, fait partie de l’étoffe de son existence mais aussi de la vie de son esprit. Lui qui revendique envers lui-même un certain statut d’anonymat, rend hommage à d’autres anonymes.

## L'itinéraire et les lieux de Kenneth White

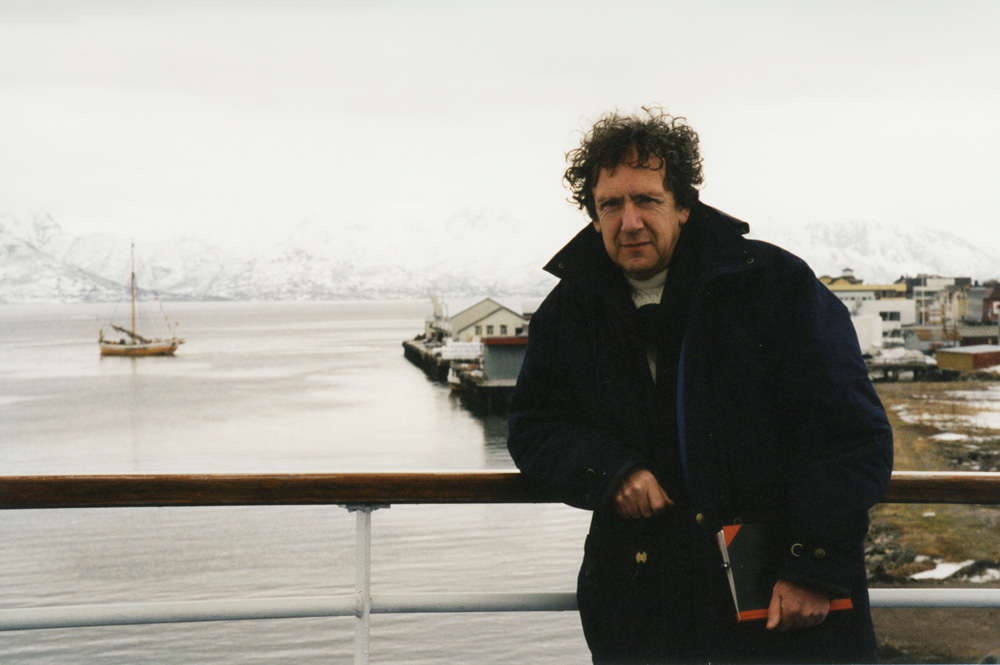
Marie-Claude White — Portrait de Kenneth White à Tromso, Norvège

### Itinérance, errances, voyages
L’itinéraire de Kenneth White est le catalogue publié par la bibliothèque municipale de Rennes dans le cadre d’une exposition, devenue plus tard itinérante, qui s’était tenue en 1990. Le conservateur en chef de la bibliothèque, Marie-Thérèse Pouillias, écrit en préambule : « Avec Kenneth White, le voyage se fait navigation intérieure ». Cet ouvrage est composé de dix chapitres qui reflètent la biographie de l’auteur, articulée chronologiquement et géographiquement : origines, port de Glasgow, Munich, Paris, Gourgounel, révolution culturelle, dans les Pyrénées, routes américaines, chemins d’Asie, Bretagne. Chaque chapitre présente les voyages, les jalons de sa vie et les publications, conférences ou autres manifestations publiques relatives à un lieu autant qu’à la période concernée. Illustré de portraits, de paysages et de cartes, ce catalogue contient en outre une biographie et une bibliographie développée. Olivier Delbard, dans la préface du livre qu’il consacre à cette thématique : « Les lieux de Kenneth White — Paysage, pensée, poétique », la résume ainsi : « Son itinéraire de vie semble en effet se développer selon une cohérence fondamentale : né dans un espace naturel en marge de la société, il a étudié et séjourné dans des grandes villes (Glasgow, Munich et Paris), a voyagé (et voyage toujours) à travers le monde (Europe, Asie du Sud-Est, Amérique du Nord, Antilles) puis s’est finalement installé, au bout de multiples détours, dans un lieu proche de son pays natal (la côte nord de la Bretagne). Une logique géographique existentielle se dessine, logique de voyage et d’habitation, de nomadisme et de sédentarité, qui vise avant toute chose au développement d’une existence harmonieuse dans un espace naturel signifiant et inspirant, et qui fonde l’œuvre tout entière ». Dans le livre Le Lieu et la parole : entretiens 1987-1997 Kenneth White déclare : « Le vrai travail se fait dans ces lieux isolés périphériques, et non là où l’on discute, où l’on s’agite. J’ai toujours vécu aux périphéries. Et le rivage m’intéresse en particulier parce que c’est le lieu de rencontre de plusieurs forces. Je vis dans un champ de forces et de formes ». Le lieu premier, est le village natal de Fairlie, aux abords duquel il recherche le contact avec les éléments naturels : « Je passais la plus grande partie de mon temps au bord de la mer qui lui fait face, dans les bois, les champs et les landes qui l’environnent ». Comme il l’évoque dans plusieurs livres, sa jeunesse s’est déroulée entre deux lieux, deux pôles : la nature où il trouve à la fois une puissance et une vacuité, le silence d’un monde qui est au-delà de l’humain et qui sera à jamais son inspiration essentielle ; et l’univers urbain, dont la première expérience est celle de Glasgow. Puis, il va explorer d’autres villes, notamment pour y étudier, et aussi pour y vivre tout un processus d’errances, de « dérives » et de révélations. Les Limbes incandescents relate ces étapes de jeunesse : « Le reste, c’est l’histoire de sept chambres, autant d’étapes d’un itinéraire, voire d’une initiation qui va d’un nihilisme culturel radical jusqu’à un « flux blanc » méditatif […] ». Dans la problématique des lieux, pour Kenneth White, tout pourrait se tenir dans cette proximité entre itinéraire et initiation. Après avoir écrit et publié plusieurs livres de poésie, le premier livre dit de « prose narrative » est Lettres de Gourgounel, ouvrage qui relate son installation en Ardèche. Puis, Le Visage du vent d’est est le récit de pérégrinations en Asie du Sud-Est. La Route bleue, livre paru en 1983, qui reçut le Prix Médicis Étranger, est le récit d’un voyage vers le Nord canadien, et c’est aussi le signe d’un recommencement. C’est ainsi que l’auteur, dans sa « Préface à la nouvelle édition » rend hommage à John Milton en le citant : « Nombreux sont ceux qui s’occupent de circonstances, rares ceux qui remontent aux principes ». Kenneth White poursuit : « Remonter aux principes… Les principes, ici, sur la route bleue, sont élémentaires, radicaux et extrêmes. Ils ont pour nom roche, vent, pluie, neige, lumière ». À la fin du livre, l’auteur cite un propos du philosophe libertaire Max Stirner évoquant : « La longue nuit de la pensée et de la foi. » Et Kenneth White de se questionner : « Peut-on sortir maintenant de cette longue nuit ? C’est possible — si nous avons fait assez de travail dans un champ qui n’est ni du ressort de la « pensée », ni de celui de la « foi ». Le champ du grand travail. Une sorte de Labrador ». Le Labrador a donc deux polarités. C’est bien, géographiquement, cette terre des confins, ce nord géographique que l’auteur atteint après maintes péripéties. Mais c’est aussi un lieu mental qui vient se confondre au « champ du grand travail ». De la même manière que Gourgounel était un lieu réel, mais aussi une porte, un passage ainsi qu’en témoignent les derniers mots du livre : « Je marche maintenant sur la route. Retournant à Gourgounel et, à travers Gourgounel, n’importe où ». Quant au « Visage du vent d’est » il est encore le signe d’autre chose qu’un récit de voyages : « Quand, des années plus tard, avec un de ces frissons de reconnaissance qui font le ravissement de l’esprit, j’appris que le « visage du vent d’est » était une ancienne expression chinoise pour désigner la réalisation du Tao ». De façon analogue, Les Cygnes sauvages est le récit d’un voyage vers le nord du Japon. À la fin du livre toute métaphore s’efface devant l’arrivée des cygnes :
Ils ont tourné, tourné. Ils ont tourné, tourné dans l’air vif et clair. Je les ai suivis des yeux et de l’esprit :

Sur le lac vide

ce matin du monde

les cygnes sauvages.
— Kenneth White, Les Cygnes sauvages, p. 111
Si la contemplation du vol des cygnes sauvages se suffit à elle-même, il ne s’agit pas de faire image, le processus de perception est plus global : « Je les ai suivis des yeux et de l’esprit ». Dès la préface à la réédition, l’auteur évoquant le Nord du Japon le reconnaît comme un lieu, qui avec d’autres lieux de la terre, l’a attiré. Mais c’est aussi un espace d’un autre ordre : « Il s’agit, au fond, d’un espace de l’esprit ». La mer des lumières évoque, cette fois, une autre nature, d’autres paysages, une autre lumière, ceux de l’Océan indien. Voilà ce qu’il écrit dans sa préface, en citant le « Il convivio » de Dante : « Un bon livre, un vrai livre doit se comprendre à quatre niveaux : le sens littéral, où l’on raconte ce qui se passe ; un sens social et politique ; un sens philosophique ; un sens ésotérique, voire initiatique. Étant entendu que ces quatre sens ne se suivent pas séparément, mais s’interpénètrent et se complètent. C’est ainsi que j’ai conçu ce livre ».

### Les lieux de Kenneth White
« Car de tous temps le rivage a été un lieu de révélation pour les poètes. »

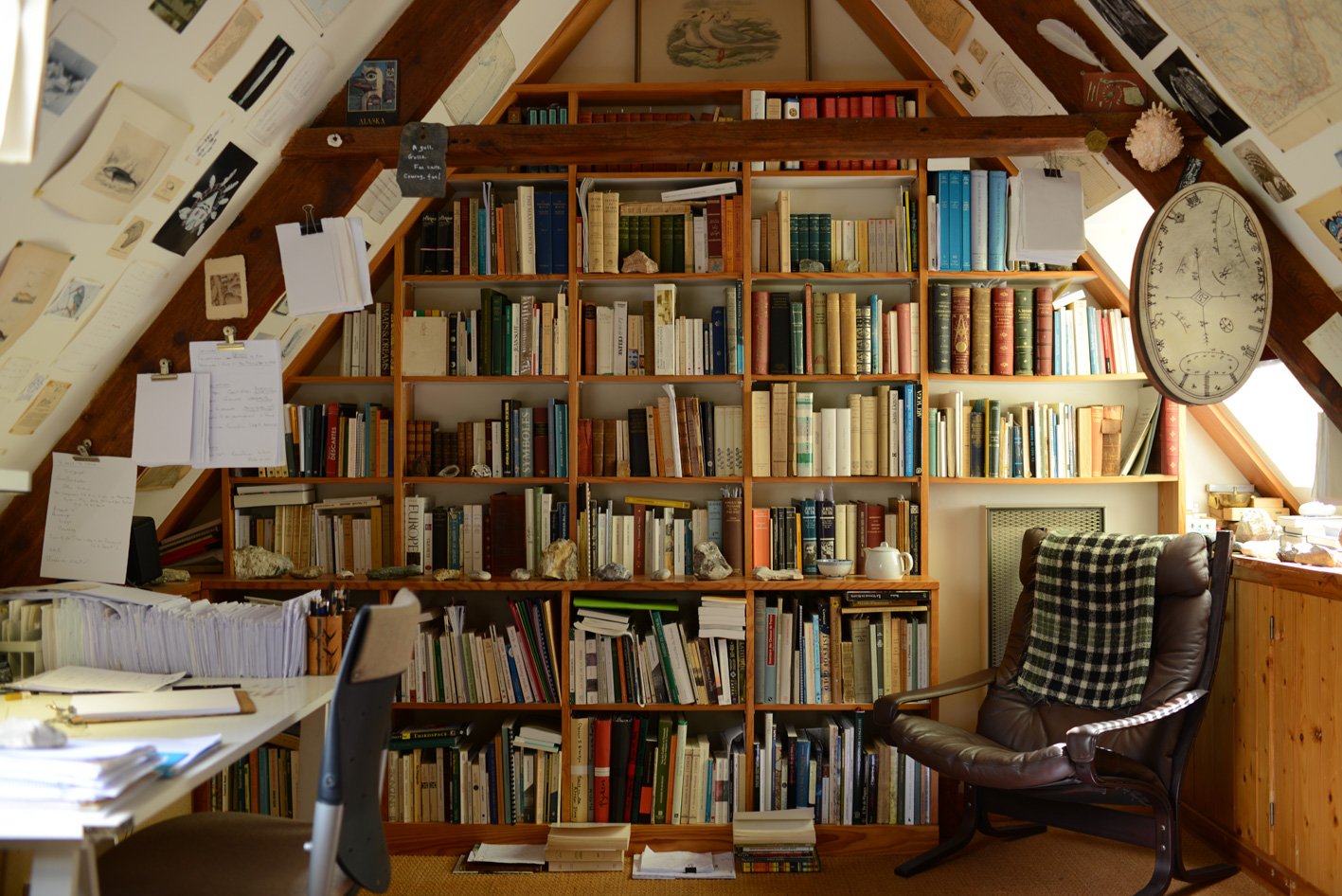
Bibliothèque de l’Atelier atlantique de Kenneth White à Trébeurden, 2014.

Dans son livre déjà cité, Olivier Delbard aborde les différents lieux-dits « d'errance et de résidence » et il écrit :« Le voyage, le déplacement, est un élément indispensable pour White ; il permet de capter le mouvement et le foisonnement de la vie, et de ne pas réduire le terrain à la seule carte, élément de découverte certes, mais aussi abstraction du réel ». Chaque lieu où vit Kenneth White, qu’il y passe ou y séjourne — lieu de voyage ou de résidence — n’est donc pas motivé par une recherche du pittoresque des voyages, mais s’avère l’étape d’un itinéraire autant géographique qu’intérieur. Tout commence en Écosse, son pays natal qu'Olivier Delbard décrit ainsi : « L'identité de l'Écosse se précise donc : elle est fortement singulière, marginale, pré-chrétienne, monde froid et blanc, isolé et difficile  ». Après Gourgounel en Ardèche, Pau, en Aquitaine, l’élection de la côte nord de la Bretagne pour une existence sur le littoral, n’est pas l’effet du hasard. La Maison des marées, publié en 2005, est un livre qui dépeint le lieu d’élection de Kenneth et Marie-Claude White, après leur vie aux pieds des Pyrénées. Voilà le poète cosmographe bien campé sur le littoral breton, en phase avec la côte écossaise dont il est originaire. Lieu qu’il évoque comme celui de la concentration, à force d’un travail intense qu’il y mène dans ce qu’il nomme, dès 1994, son atelier atlantique qui est devenu un lieu de rayonnement. Kenneth White donne la description de son lieu : . Le nom donné au lieu en reflète l’esprit : « Nous avons décidé de l’appeler Gwenved. C’est un vieux mot breton […] signifiant littéralement « pays blanc », il indique un lieu de lumière et de concentration ». La notion de « concentration » est importante dans le rapport que l’auteur entretient avec les lieux de résidence, déjà présente lors d’un épisode antérieur, lors de l’installation ardéchoise à Gourgounel : « J’avais cherché un lieu désert où concentrer, du moins pour un temps, ma vie et ma pensée ».

### Paysage mental
La notion de « lieu » chez Kenneth White, ne saurait se restreindre à la géographie, que ce soit celle de ses voyages, ou de ses lieux de vie. Il s’en explique : « J’ai sans doute les notions de « confins, marges, limites » et de « passage, itinéraire, chemin » inscrites dans la matière grise de mon cerveau, peut-être même dans la moelle de mes os. Ce n’est pas seulement une question de géographie, c’est une question de paysage mental ». Ce « paysage mental », il l’aborde également sous le terme d’atopie, vocable qu’il préfère à celui d’utopie. Nombreux sont les mots de son lexique à aborder cette notion : « topos, territoire, champ ou littoral ».  Olivier Delbard remarque : « Au gré de ses essais, récits et poèmes, l'Écosse nous apparaît sous ces aspects les plus divers : géologique, géographique, historique; ou encore ethnologique. » puis : « L'Écosse est devenue un territoire de l'esprit, un «paysage mental » qui modèle sa démarche. » À propos du pays natal de Kenneth White, Chacun de ces mots renvoie simultanément à l’espace réel, géographique, et, en même temps, à un espace plus abstrait, de l’ordre de l’esprit. À tel point qu’il en vient à écrire des livres qui n’appartiennent plus tout à fait au genre des « way-books », en ce sens qu’ils ne relatent plus un voyage réel effectué par l’auteur, comme par le passé, mais ils s’y apparentent tout de même, par la notion de traversée, de parcours, de tracé, notions chères à l’auteur. Le voilà parvenu à relater un « voyage mental » à la manière d’un voyage réel. Un monde à part est de cette famille nouvelle, ainsi que Borderland tous deux publiés en 2018. Dans le premier livre, le résumé du « voyage » apparaît en quatrième de couverture : « On commence par la cartographie, c’est-à-dire la tentative de dessiner les lignes de la terre : l’histoire et les expériences de cette science. Ensuite on explore quelques territoires […] Ce qui se profile en fin de voyage, c’est un monde. Un monde à part. Ce « monde à part » n’est pas ultramondain, c’est ce monde-ci, tel que l’on peut l’habiter, l’esprit désencombré de constructions imaginaires (toute la « fictionnalité » de la nature humaine), grâce à une combinaison, une coopération de connaissance et d’expérience ». Dès le prologue de Borderland, il définit ce titre ainsi : « Un « borderland » est un pays frontalier, un territoire des limites. C’est aussi un champ d’énergie où plusieurs forces se rencontrent. Quand on vit dans un champ d’énergie, la notion d’identité, dont on fait grand cas dans le désarroi actuel, est superfétatoire ».

## L’écriture de Kenneth White

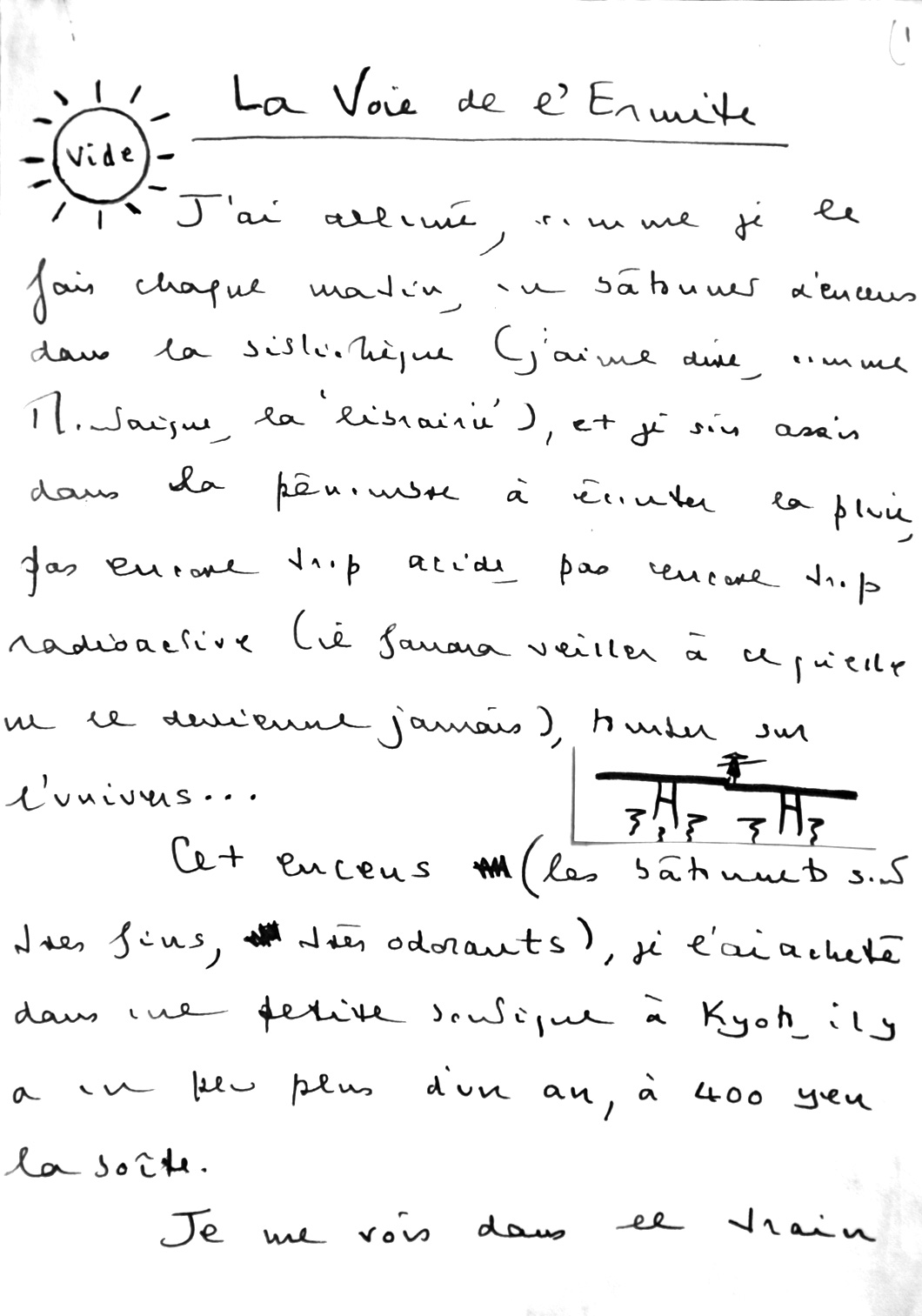
Manuscrit de Kenneth White, La Voie de l’Ermite.

### Introduction
Les formes de son expression sont la poésie, la prose narrative et les essais. Ces trois modes sont complétés par le genre du dialogue ou de l’entretien ainsi que par une production de textes de critique d’art et la collaboration avec des artistes pour créer des livres d’artistes. Il y a, par ailleurs, l’activité professorale à l’université ainsi que celle de conférencier. Ce champ d’activité est indissociable de son écriture, ainsi qu’en attestent ses propos : « J’ai continué à faire un travail de propagation, de manière multiple : enseignement, conférence et séminaires. Mais en gardant aussi une distance, un silence, des solitudes. »

### Kenneth White et la littérature
Selon Claude Fintz, « Kenneth White ne dissocie jamais expérience du monde et méditation sur les livres ». Kenneth White n’a jamais publié de roman. Inspiré en cela par l’attitude d’André Breton qui écrivait : « Fort heureusement, les jours de la littérature psychologique à affabulation romanesque sont comptés. » La distance envers la littérature est constante, mais Kenneth White est un grand lecteur y compris de certains romans, et un critique littéraire. Fréquemment, il est sollicité pour écrire ou parler, notamment dans le domaine de la littérature de langue anglaise. Citons, par exemple, ses préfaces du livre de Thomas Hardy Loin de la foule déchaînée réédité en 1987, de Jack London Construire un feu en 2007, du Journal de Henry David Thoreau, réédité en 1981 et Couleurs d’automne du même auteur en 2001. S’il apprécie la littérature du passé, il considère qu’aujourd’hui une autre forme, plus ouverte, est nécessaire et c’est à celle-ci qu’il travaille. « Comment vivre afin de découvrir du réel à chaque pas ? Si l’on pense en termes d’art d’écrire, je dirais : au moyen d’une prose qui ne soit pas confinée dans l’art du roman. » Pourquoi ce rejet du romanesque ? Il y répond lors de l’émission « La nuit rêvée de Kenneth White » : « Le roman ne m’intéresse pas, parce que, sauf exception, c’est un genre bourgeois, c’est « le » genre bourgeois, c’est-à-dire sédentaire ; maintenant, massivement commercial. Cette littérature est basée sur une logique très simpliste : « X contre Y, détective contre criminel, etc. » Et on n’y trouve presque jamais la polyphonie du monde, l’amplitude des choses. C’est de l’existence en boîte, donc ma pratique est différente. » Le débat avec les grands auteurs et les œuvres du passé, la référence à la littérature avec un regard critique parcourent toute l’œuvre, mais cette « discussion » s’affirme dans les derniers livres, particulièrement dans Lettres aux derniers lettrés : « De plus, il n’échappera à personne que la plus grande partie de ce que l’on appelle aujourd’hui littérature est destinée au divertissement. » Le livre aborde le concept de « littérature mondiale » promue par Goethe sous le vocable « Weltliteratur ». Kenneth White cite l’écrivain allemand : « La littérature nationale n’a plus aujourd’hui de sens. Le temps de la littérature mondiale est venu, et chacun doit aujourd’hui travailler à hâter ce temps. » La motivation de l’auteur est indiquée sans détour : « Quand j’ai lu Goethe pour la première fois, et mon intérêt n’a pas diminué depuis, j’étais autant, sinon plus, intéressé par ses écrits scientifiques que par ses écrits littéraires. » La cause de son intérêt est explicite : « Il cherche et puise non seulement dans la culture, mais aussi dans la nature. » La filiation entre les deux auteurs apparaît ici clairement : « On n’y voit à l’œuvre une pensée poétique — une pensée en liaison avec la poéticité de la Terre : une intelligence poétique du monde ». Il s’agit de discerner en Goethe un précurseur de la pensée géopoétique, car Kenneth White l’évoque dans les mêmes termes qu’il définit la notion de « géopoétique ». La filiation n’est pas seulement théorique, elle s’affirme dans une communauté d’action et d’engagement qui rassemble les deux auteurs : « Goethe sort. Il fait des excursions, il va sur le terrain, il s’expose. » Comme pour la science, pour l’art, pour la géographie ou l’Histoire, ce que Kenneth White réfute dans la littérature, c’est son enfermement. Dans l’émission « La nuit rêvée », il évoque, à travers l’Histoire, « Des figures, des esprits qui voient plus vite et plus loin. Heureusement, sans cela, l’Histoire aurait été un cauchemar perpétuel. Ce sont ceux-là que j’appelle les nomades intellectuels ». Puis, il poursuit : « Je nommerais pour ma part, Friedrich Nietzsche en philosophie, et Arthur Rimbaud en poésie. Non seulement ils traversent les frontières, mais ils brisent les catégories. » Lui-même a été dès ses débuts à « la recherche d’une compréhension globale, d’une appréhension complète du monde. […] Il n’y a probablement pas de réponse globale. Mais ce qu’il peut y avoir, c’est un champ de correspondances. Ne me parlez plus de littérature. » Si le mot « littérature » est rejeté, c’est au profit du terme « œuvre-monde » qu’il définit ainsi : « Je n’entends pas « littérature du monde » au sens socio-politique. Je ne l’entends pas non plus au sens personnel, lorsque l’on parle du « monde de Balzac » (ou de Stendhal, ou de Proust). Pour rester encore un moment près du latin, par mundus, on entendait l’emplacement où, à la fondation d’une cité, les futurs citoyens venus de régions différentes déposaient un peu de la terre de leur territoire. C’était donc un lieu de concentration de puissances. »

### Le travail sur la langue
Kenneth White a d’abord étudié sérieusement le latin, au point d’en effectuer des traductions. Sans cesser de le pratiquer, il va toutefois s’orienter vers le flux multiple des langues vivantes : « J’avais donc opté pour le courant multiple et parfois confus des langues vivantes — mais sans oublier l’universalité du latin ». Les langues dites d’étude qu’il va pratiquer sont principalement l’anglais natif, l’allemand et le français. Cet apprentissage lui permettra de lire les auteurs dans le texte. Il précise que si l’anglais, l’allemand et le français sont ses trois langues d’étude et de travail, il a acquis, par ailleurs, des rudiments de nombreuses autres langues. Il dit avoir, à une période de sa vie, étudié une langue par an. Le but de cette pratique n’ayant pas l’érudition comme fin, mais le fait d’accéder ainsi à la « poéticité de chaque langue abordée ».

Ce que Kenneth White recherche dans la lecture n’est pas l’acquisition d’un savoir détaché de l’existence, mais participe de ce « grand travail », lui-même relié à une dimension physique du corps ancré sur la terre, ainsi que l'explique Michèle Duclos :

« Toutes les modifications, nombreuses, multiples et complexes, discrètes ou provocantes, courantes ou originales, mais toujours fonctionnelles, apportée par Kenneth White au langage, à sa morphologie comme à sa syntaxe, ont toujours pour finalité de rapprocher l'humain de la terre(…) »

 Il a écrit à plusieurs reprises que si, longtemps, par le fait de la religion, nous avions été conduits à vivre dans « un arrière-monde », il s’agissait, désormais, de vivre sur la terre. C’est pourquoi la jouissance de la lecture ne réside pas, pour lui, dans le seul confinement des bibliothèques, mais dans le fait de retrouver, par la lecture, la formulation d’expériences premières : « Tout ce que j’ai lu avec plaisir et excitation en littérature n’a été que la confirmation de ce que m’avaient appris les choses et de la créativité élémentaire qui se manifestait en elles ».

### Le grand atelier de la traduction
C’est face à l’indigence des versions anglaises antérieures de certains livres que Kenneth White en vient à pratiquer la traduction, ainsi qu’il l’évoque dans « Le grand atelier de la traduction » : « Je me suis mis à traduire d’une manière soutenue les poètes français qui m’intéressaient, à savoir Rimbaud, Corbière, Reverdy, Breton, Cendrars. » Puis : « Si j’ai un peu traduit Baudelaire, c’est surtout vers Rimbaud que je me suis tourné. C’était aller d’une écriture artistique à une écriture plus impulsive, plus extravagante. » Et évoquant la langue de ce dernier, il la compare à un phénomène géologique terrestre : « La matière de Rimbaud est aussi riche en éléments que celle d’un système volcanique. » Ce qui motive cette pratique de la traduction, c’est la possibilité d’entrer en contact avec une dimension plus élevée, plus ouverte et surtout plus globale des textes : « La traduction, c’est-à-dire la translation d’énergie sémantique et d’idées séminales, dans la perspective d’une transformation générale de la culture, d’une unité vivante du monde. » La recherche de cette « unité vivante du monde » semble le motif central de sa démarche, de tout son travail, tant dans sa dimension de recherche que d’action et de propositions. C’est dire qu’il dépasse le poncif du traduttore, traditore, qui voudrait que traduire soit inévitablement trahir. La traduction exige, écrit-il, des qualités qui sont voisines de celles d’un écrivain : « Dans tout bon traducteur il y a, ne serait-ce que de manière latente, un écrivain, et un écrivain d’une grande exigence. » Le traducteur se doit, en premier lieu, d’être un bon lecteur. Kenneth White, évoquant sa passion pour Ovide, mentionne les inventions de cet auteur antique. Il écrit : « J’aimais aussi ses audaces de vocabulaire. » Dans un entretien avec Régis Poulet, il aborde également la traduction de ses propres poèmes en français. La traduction de son œuvre écrite en anglais est, depuis trente ans, exclusivement confiée à son épouse, Marie-Claude White.
En introduction d'un entretien consacré à la traduction, Gille Farcet déclare : Pour vous, en effet, la traduction n'est pas seulement un exercice intellectuel mais constitue un mode de vie, une manière d'être et de créer à l'intérieur d'un espace ouvert et interculturel…  Envisageant la traduction dans sa plus profonde acception, l’auteur ne la restreint pas au passage d’une langue à une autre, mais se réfère à l’expérience primordiale du poème de la terre, du poème premier, celui de l’extase, mais d’une extase terrienne : « Quand j’étais enfant (c’est-à-dire pas « encore doué de parole, pas encore « maître du langage » — l’est-on jamais ?), ma plus grande joie était de quitter mon village sur la côte ouest de l’Écosse et de m’en aller soit sur un coin reculé du rivage, soit dans les bois ou dans les collines de l’arrière-pays. Après avoir écouté attentivement, j’essayais d’imiter le langage des phoques, des mouettes, des hiboux […]. » Évoquant un mythe archaïque, Kenneth White évoque ensuite « un langage partagé par les hommes et les animaux. Je ne crois pas à ce mythe, mais j’y reconnais un désir profond. » Et de conclure : « C’est pour cela que, dans mes textes, qu’ils soient en prose ou en vers, se trouvent tant d’onomatopées. Besoin d’une langue qui ne soit pas trop humaine, qui ne soit pas exclusivement humaine. Besoin d’un monde au-delà de l’humain. »
Krêê, krêê,

krêê, krêê, krêê

c’était un corbeau

seul sur un roc

à la tombée du jour

du côté de Landrellec

krêê, krêê,

krêê, krêê, krêê

le son de ce cri ce soir-là

était comme la dernière

note de la création

sur notre planète précaire

krêê, krêê,

krêê, krêê, krêê

la nuit venue

sous une pleine lune brouillée

reprenant ma route silencieuse

j’ai regagné l’atelier
— Kenneth White, Les Archives du littoral

### Le travail de pensée de Kenneth White
Comment s’articulent les diverses formes de son travail d’écriture ? Marc Floriot parle d’un « triple prisme ». Kenneth White a eu recours à plusieurs métaphores pour les qualifier. L’une d’elles est celle de la flèche. Le pêne de la flèche, c’est l’essai, la tige de la flèche, ce sont les « way-books » ou « livres-itinéraires », enfin la pointe de la flèche, c’est le poème. Dans l’entretien réalisé par la revue Lisières, il mentionne une autre métaphore, plus spatiale : « Les essais sont une sorte de cartographie, les livres de voyage sont des itinéraires, les poèmes sont des moments particulièrement denses au long de ces itinéraires ». Ces métaphores impliquent une unité de mouvement (la flèche), ou une unité spatiale (la carte). Ainsi que le précise Christophe Roncato : « Les trois genres sont autant de parties qui appartiennent à un tout, ils fonctionnent comme une matrice qui donne clarté et cohérence à l'œuvre.(…) Néanmoins, les frontières entre les genres ne sont pas étanches : les poèmes véhiculent certaines idées que les essais développent, les récits tendent vers le poème quand ils n'en sont pas parsemés. Les trois genres sont en permanente interaction, ce qui offre une réponse à toute forme de clôture ». Ses poèmes sont souvent le reflet de ses voyages, et ils sont également nourris par les recherches qu’il mène pour ses essais. Ses livres de voyage, autant que ses essais, sont illustrés de poèmes, ceux des auteurs qu’il étudie autant que les siens. La pensée qu’il déploie dans ses essais n’est jamais « hors-sol » mais demeure reliée à sa biographie, à ses voyages et à sa poétique. Ce processus d’interpénétration et de synthèse vaut aussi pour la généalogie de ses livres. Ainsi, dans un essai, n’est-il pas rare de déceler les prémisses du prochain. Dans La Figure du dehors, la notion de nomadisme intellectuel est sous-jacente, dans L’Esprit nomade, la géopoétique est explicitement mentionnée, et dans l’ensemble de ses livres « le monde blanc », « le monde ouvert », et « le champ du grand travail » sont présents implicitement ou explicitement. Ce qui vaut pour les essais, vaut également pour le titre de ses livres. Ainsi, il est fréquent qu’un titre de livre soit la reprise du titre d’un chapitre d’un ouvrage préalable, ou vice versa, ou encore qu’apparaisse explicitement ce titre dans les livres antérieurs. Parmi d’autres, le titre Le Champ du grand travail, livre publié en 2003, apparaît précédemment, et ultérieurement, par exemple dans la section d’un chapitre du livre Lettres aux derniers lettrés publié en 2017.
Catherine Chauche analyse la langue poétique de Kenneth White, notamment à partir du philosophe Martin Heidegger et du linguiste Gustave Guillaume : « À mesure qu'il s'avance dans le monde blanc, territoire du plus grand renoncement physique et mental, Kenneth White parle une langue qui prend sa force en sa propre substance et renonce à tout support mythologique ou symbolique ». Analysant l'ouvrage Walking the cost (Le grand Rivage), elle écrit : « Quoi qu'il en dise, le poète ne cesse de faire reculer les limites de l'indicible et exploite toutes les possibilités de la langue qui, avant toute chose, est la demeure de l'être ».

### Le prolongement
Une notion centrale dans son travail intellectuel est celle d’un processus qu’il nomme « le prolongement ». À la manière dont André Breton, dès Le Manifeste du surréalisme, évoque les précurseurs du surréalisme au moyen de la formule « […] est surréaliste dans […] », Kenneth White dresse une généalogie de la géopoétique en évoquant les « grands prédécesseurs » qui de tout temps ont accompagné sa pensée. Tout en leur rendant hommage, il pousse leurs propos et déplace la ligne d’horizon de leur pensée au-delà de ses limites. Ainsi peut-il dire qu’il réfute la notion d’opposition pour lui préférer celle d’extension, de dépassement. Un tel travail implique rigueur et transparence. Il faut d’abord être assuré de comprendre la pensée d’un auteur, de n’en pas en déformer l’esprit mais d’en saisir les limites, éventuellement, les errements ou les égarements. « Kenneth White ne les interroge pas dans leurs écrits en tant que tels, il ne fait pas du commentaire de texte. Il cherche plutôt dans une œuvre ce qui sort de la littérature ou de la philosophie pour voyager ailleurs ou autrement, ce qui va vers un élargissement, une synthèse ou une voie nouvelle ». Cette première étape demeure herméneutique. Puis, il s’agit de distinguer clairement ce qui appartient à la source, c’est-à-dire à l’auteur de référence, et, par ailleurs, de faire apparaître le « prolongement » que Kenneth White opère. Il utilise le mot « extravagance » pour indiquer ce qu’il ajoute à la pensée originale d’un auteur. Prolonger, en ce sens, n’est pas seulement aller plus loin, c’est aussi aller ailleurs, un ailleurs que l’auteur, pour plusieurs raisons, n’a pu atteindre. Lorsqu'il aborde la Weltliteratur de Goethe, « cette approche, même si elle n’est pas statique – la vision de Goethe est dynamique –, l’homme et le monde restent encore séparés. Kenneth White va plus loin ». Il remet en question cette croyance que « le développement se fait de l’intérieur vers l’extérieur » et qu’il faut réduire le monde, par les techniques, à l’utilitaire. : Il est à noter que ce travail que Kenneth White opère envers un auteur, il le mène également envers une nation, une société, voire une civilisation. Ainsi s’intéresse-t-il à ce qu’il appelle « le sommet des cultures ». Il tente, envers une culture, ou une période historique, d’en dégager une dynamique qui conduise l’esprit vers « un champ d’énergie ». Si un tel processus concerne en premier lieu le travail théorique des études et recherches qu’il mène dans ses essais, il n’est pas, pour autant, étranger à sa poésie.

### La poétique de Kenneth White

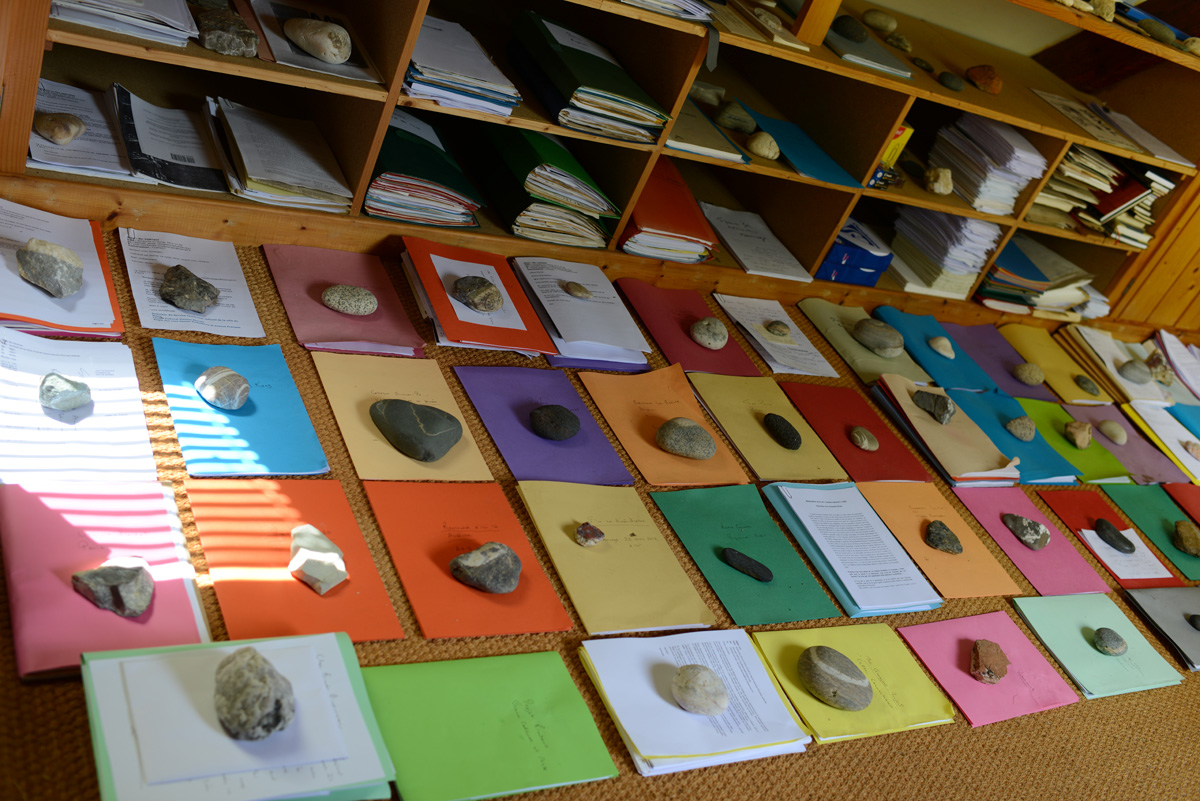
Vue de l’Atelier atlantique de Kenneth White à Trébeurden, 2014.

De même qu’il réfute la masse des productions littéraires, Kenneth White est également critique envers la notion de poésie et sans doute plus encore envers le mot de poète. Sa conception de la poétique ne saurait se restreindre à l'écriture, mais consiste en une vision du monde : « À plusieurs reprises, White a présenté le monde tel qu'il le vit, le pense, l'écrit, « comme une poétique » prise « dans son sens premier de formation et dynamique fondamentales » ». Il apparaît comme un : « Poète au sens à la fois précis et assez large du terme (qui inclut le prosateur et le penseur) »[réf. nécessaire]. Au mot « œuvre », il préfère celui de travail. À celui d’auteur, il préfère le mot de chercheur (chercheur-trouveur). Une telle attitude s'explique par sa critique de l’« autoroute de l’Occident », formule de l'auteur citée par Christophe Roncato, et de « l'hypertrophie du moi », de l'ego de l'auteur. Il se rapproche en cela du philosophe Martin Heidegger qui place cette formule en épigraphe d'un de ses ouvrages : « Des chemins, non des œuvres » citée par Christophe Roncato. Nombreux auteurs ont remarqué la prise de distance de Kenneth White envers le moi, et les formes conventionnelles de la « Poésie » . Sa poésie est nourrie de son travail de pensée où la biographie s'entrelace à la question du lieu. Comme il le précise dans sa préface au livre Le Plateau de l’Albatros : introduction à la géopoétique : « Comme dans mes autres essais, il y a dans ce livre une grande part d’autobiographie et de topographie vécue ». La poétique qui intéresse Kenneth White dépasse radicalement la problématique de l’individu. L’expression du moi n’est pas son affaire. Il attend du travail poétique qu’il plonge l’être dans une profondeur de l’esprit et qu’il reste relié à la terre. Dès son premier livre en langue française, en 1964, il en indique les visées, l’horizon : « La poésie est primordiale, a existé longtemps avant la littérature, opère à un niveau de conscience plus profond. Aujourd’hui l’homme qui désire être poète doit d’abord batailler pour se frayer un passage vers elle. Il lui faut se débarrasser de tout ce qui vient se placer entre lui et la réalité. C’est une grande tâche que de devenir un poète ». La méthode est donnée, cette « bataille » dont il est question, le « passage » qu’il faut se frayer est la tâche constante à laquelle il consacre sa vie et son œuvre. Ce cheminement ne se limite pas à la préoccupation d’un individu mais concerne un champ plus vaste qu’il précise ainsi : « Notre chemin présentement devrait aller de la littérature à la poésie, de la civilisation à la culture, de la société à la vie ». Cette vision de la poétique se situe au-delà de l’esthétique : « Être un poète, c’est se mouvoir au-delà de l’état de choses contemporain. Être un bon écrivain, c’est l’attaquer. Être un médiocre écrivain, c’est créer de l’« art » qui n’en est que l’expression. Le poète ne se soucie pas d’art, mais de réalité ». Cette quête de réalité ramène le centre de gravité de la poétique à ses origines, tel que le poème de Parménide, par exemple, en est l’expression, évoqué ainsi par l’auteur : « « Penser » et « être » font partie d’un même acte, d’un même processus, qui vise à maintenir, parmi les phénomènes […], une ouverture dans laquelle peut avoir lieu la fondation d’un monde ».
Catherine Chauche étudie et analyse la poétique de Kenneth White « sous l'angle grammatical la notion d'altérité, puis celle de présence-absence ». Son étude est basée sur le long poème Walking the cost (Le Grand Rivage) dont elle cite le début en écrivant : « Ainsi se trouve soulignée la question phénoménologique du comment et la visée d'une appréhension poétique de l'être ».
car toujours revient la question

comment

dans la mouvance des choses

choisir les éléments

fondamentaux vraiment

qui feront du confus

un monde qui dure

et comment ordonner

signes et symboles

pour qu’à tout instant surgissent

des structures nouvelles

ouvrant

sur de nouvelles harmonies

et garder ainsi la vie

vivante

complexe

et complice de ce qui est.
— Kenneth White

## Œuvres

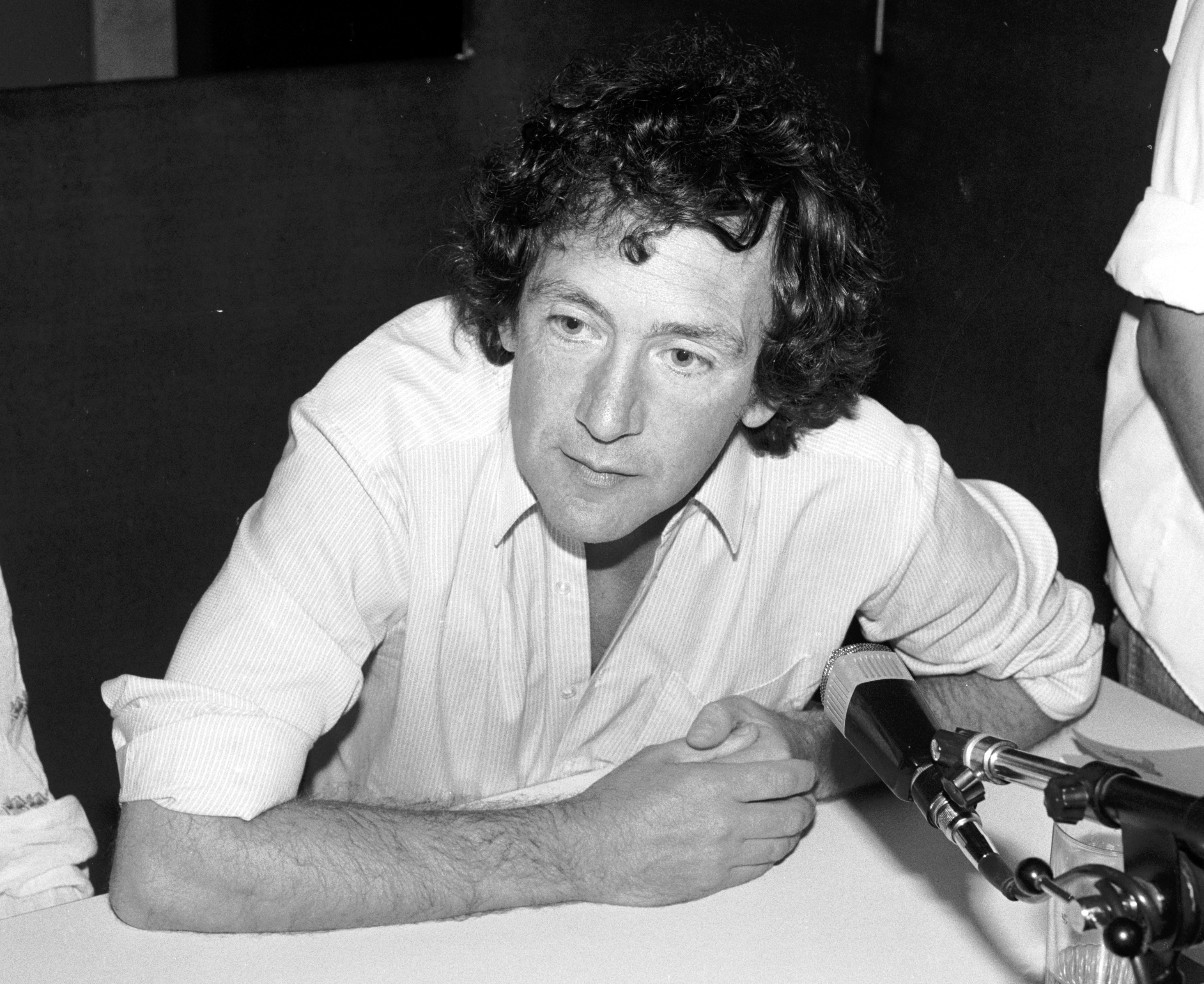
Kenneth White à Morlaix, 1981.

### Récits (prose narrative)
- Les Limbes incandescents (Denoël-Lettres nouvelles 1976, Denoël 1990)
- Dérives (Maurice Nadeau 1978, Le Mot et le Reste 2017)
- Lettres de Gourgounel (Les Presses d'aujourd'hui 1979, Grasset-Cahiers rouges 1986)
- Le visage du vent d'Est (Les Presses d'aujourd'hui 1980, Albin Michel 2007)
- L'Écosse avec Kenneth White (Flammarion 1980)
- La Route bleue (Grasset 1983 - prix Médicis étranger, Le Mot et le Reste 2017)
- Travels in the Drifting Dawn (Mainstream 1989)
- Les Cygnes sauvages (Grasset 1990, Le Mot et le Reste 2018)
- Pilgrim of the Void (Mainstream 1992)
- Corsica : l'itinéraire des rives et des monts, illustrations de Jacqueline Ricard (Les Bibliophiles de France 1998, La Marge 1999 )
- La Maison des marées (traduit de l'anglais par Marie-Claude White ; Paris, Albin Michel, 2005, 281 p.  (ISBN 2-226-16719-6)) Témoignage sur sa maison bretonne.
- Across the Territories (Polygon 2004)
- Le Rôdeur des confins (Albin Michel 2006)
- La Carte de Guido : un pèlerinage européen (Albin Michel 2011)
- Les Vents de Vancouver : escales dans l'espace-temps du Pacifique Nord (édition Le Mot et le Reste 2014)
- La Mer des lumières (éditions Le Mot et le Reste 2016)
- La traversée des territoires : une reconnaissance (éditions Le Mot et le Reste 2017)
- L'archipel du songe : voyage transcendantal parmi les petites îles de l'Atlantique tropical (éditions Le Mot et le Reste 2018)
- Entre deux mondes : autobiographie (éditions Le Mot et le Reste 2021)

### Poésies
- Wild Coal (Club des étudiants d’anglais Sorbonne, 1963)
- En toute candeur (Mercure de France, 1964)
- The Cold Wind of Dawn (Jonathan Cape, 1966)
- The Most Difficult Area (Cape Goliard, 1968)
- Autumn at Luk Wu Temple (Orange Export Ltd, 1976)
- Terre de diamant, édition bilingue, traduit de l'anglais par Philippe Jaworski (Lausanne, Alfred Eibel Éditeur, 1977)
- Mahamudra (Mercure de France, 1979)
- Ode fragmentée à la Bretagne blanche (William Blake & Co, 1980)
- Le Grand Rivage (Nouveau commerce, 1980)
- Le Dernier Voyage de Brandan (Les Presses d'aujourd'hui, 1981)
- Prose pour le col de Marie-Blanque, illustrations de François Righi (Rouen, L'Instant perpétuel, 1981)
- Scènes d'un monde flottant (Grasset, 1983)
- Terre de diamant (Grasset, 1983)
- Éloge du corbeau, frontispice de François Righi (Bordeaux, William Blake & Co, 1983)
- Atlantica (Grasset, 1986)
- L'Anorak du goéland (Rouen, L'Instant perpétuel, 1986)
- Le Dernier Voyage de Brandan, sérigraphies de François Righi (Le Tailleur d'images, 1988)
- The Bird Path: Collected Longer Poems (Mainstream, 1989)
- Le Carnet Paléarctique, peintures originales d'Anne Slacik (Rémy Maure éditeur, 1998)
- Fragments d'un carnet de bord, gravures de François Righi (Le tailleur d'images & Éric Lefebvre, 1989)[192]
- Handbook for the Diamond Country (Mainstream, 1990)
- Premières esquisses des îles de l'Amérique, poèmes enrichis de 5 lithographies originales de Yasse Tabuchi, 45 exemplaires numérotés (Gazan, Paris, 1994)
- Les Rives du silence (Mercure de France, 1998)
- Limites et marges (Mercure de France, 2000)
- Le Chemin du chaman (Rouen, L'Instant perpétuel, 2002)
- Onze vues des Pyrénées (Voix d'encre, 2002)
- Open World: Collected Poems 1960–2000 (Polygon, 2003)
- Le Passage extérieur (Mercure de France, 2005)
- L'Anorak du goéland in L'Ermitage des brumes (Dervy, 2005)
- Un monde ouvert (Gallimard, coll. « Poésie », 2007)
- Les Archives du littoral (Mercure de France, 2011) Prix Alain-Bosquet 2011
- Mémorial de la terre océane, édition bilingue, traduit de l'anglais par Marie-Claude White (Mercure de France, 2019)

### Essais
- The Tribal Dharma (Unicorn Bookshop, 1975)
- The Coast opposite Humanity (Unicorn Bookshop, 1975)
- Approches du Monde Blanc (Nouveau Commerce, 1976)
- The Life-technique of John Cowper Powys (Galloping Dog Press, 1978)
- Segalen, Théorie et Pratique du Voyage (Alfred Eibel, 1979)
- La Figure du dehors (Grasset, 1982)
- Une apocalypse tranquille (Grasset, 1985)
- L'Esprit nomade (Grasset, 1987)
- Le monde d'Antonin Artaud (Éditions Complexe, 1989)
- Le Chant du Grand Pays (Terriers, 1989)
- Hokusaï ou l’horizon sensible – Prélude à une esthétique du monde (Terrain Vague, 1990)
- Le plateau de l’albatros : introduction à la géopoétique (Grasset, 1994)
- La Danse du chamane sur le glacier (Rouen, L'Instant perpétuel, 1996)
- Les finisterres de l’esprit (Éditions du Scorff, 1998)
- Une stratégie paradoxale : essais de résistance culturelle (Presses universitaires de Bordeaux, 1998)
- On Scottish Ground (Polygon, 1998)
- Le Champ du Grand Travail (Didier Devillez, 2003)
- The Wanderer and His Charts (Polygon, 2004)
- On the Atlantic Edge (Sandstone, 2006)
- Dialogue avec Deleuze (Isolato, 2007)
- Le chemin des crêtes, avec Stevenson dans les Cévennes (Études et Communication Éditions, 1999, 2005)
- Les Affinités extrêmes, Albin Michel, 2009
- Écosse, le pays derrière les noms (Terre De Brume, 2010)
- Le Gang du Kosmos, Poétique et politique en terre américaine (Éditions Wildproject, 2015)  (ISBN 978-2-918-490-401)
- Au large de l'histoire (éditions Le mot et le reste, 2015)

### Entretiens
- Le Poète cosmographe Entretiens Réunis par Michèle Duclos (Presses Universitaires de Bordeaux, 1987)
- Le Lieu et la parole Entretiens avec Gilles Plazy et autres auteurs 1987-1997 (Éditions du Scorff, 1997)
- Le Champ du grand travail, avec Claude Fintz (Didier Devillez Éditeur, 2003)
- L'Ermitage des brumes avec Éric Sablé (Dervy, 2005)
- Panorama géopoétique avec Régis Poulet  (Éditions de La Revue des ressources, 2014)

## Distinctions
- Prix du rayonnement de la langue et de la littérature françaises de l'Académie française 1985 pour l’ensemble de son œuvre
- Prix Alfred de Vigny 1987 pour Atlantica
- Prix Roger-Caillois 1998 pour l’ensemble de son œuvre
- Prix ARDUA 2002 pour l’ensemble de son œuvre
- Prix Édouard-Glissant 2004
- Docteur honoris causa de l’Open University de Grande-Bretagne (2005)
- Prix Breizh 2006 pour La Maison des marées et l’ensemble de son œuvre
- Prix Grinzane-Biamonti 2008 pour l’ensemble de son œuvre
- Prix de l'Académie française Maurice-Genevoix 2010 pour Les Affinités extrêmes
- Prix de poésie Alain-Bosquet 2011 pour Les archives du littoral (Mercure de France)